# Мэрилендская кампания
Мэриле́ндская кампа́ния (англ. Maryland campaign), или Энтитемская кампания (Antietam campaign), — одна из кампаний американской гражданской войны. Генерал Конфедерации Роберт Ли, разбив противника в Северной Вирджинии, смог осуществить первое вторжение на Север. Потомакская армия генерала Джорджа Макклеллана заставила генерала Ли отступить, что привело к сражению при Энтитеме, которое вошло в историю как самое кровопролитное однодневное сражение в американской истории.
Кампания началась сразу после завершения Северовирджинской кампании, когда разбитая федеральная Вирджинская армия отступила в укрепления Вашингтона. Ли решил воспользоваться удачным моментом, чтобы вступить в Мэриленд, где он рассчитывал поддержать мэрилендских сецессионистов и добиться сецессии Мэриленда, или хотя бы пополнить армию за счёт местных жителей. 7 сентября Северовирджинская армия вступила во Фредерик. В это время командование федеральной армией снова принял Джордж Макклеллан, который слил остатки Вирджинской армии с Потомакской и начал наступление на Фредерик, рассчитывая сорвать наступательные планы противника. Не найдя сторонников во Фредерике, южане 10 сентября повернули на запад. Часть армии ушла за Южные горы, часть пошла на захват города Харперс-Ферри. 13 сентября Макклеллан случайно нашёл утерянную копию приказа, которая содержала план наступления на Харперс-Ферри, и решил разбить армию противника по частям. 14 сентября федеральная армия атаковала позиции дивизии Дэниеля Хилла в Южных горах. В ходе сражения при Южной горе южане смогли удержать перевалы, но их позиция стала настолько невыгодной, что Ли решил отступать к Шарпсбергу. Утром 15 сентября гарнизон Харперс-Ферри сдался генералу Джексону, который сразу же отправил свои дивизии на соединение с армией Ли под Шарпсберг. 17 сентября произошло сражение у Шарпсберга (Сражение при Энтитеме), в ходе которого армия Ли понесла тяжёлые потери, но удержала позицию. Ли простоял на поле боя весь день 18 сентября, а в ночь на 19 сентября начал отход за Потомак. Переправу прикрывала артиллерия Уильяма Пендлтона; днём 20 сентября северяне атаковали пехотное прикрытие Пендлтона, но были отброшены атакой дивизии Эмброуза Хилла.
Кампания закончилась вничью, но её политические результаты были благоприятны для Севера: воспользовавшись военным успехом, Линкольн издал Прокламацию об освобождении рабов, которая объявила отмену рабства целью войны. Это сделало невозможным европейское вмешательство в ход войны и лишило Юг поддержки Англии и Франции.

## Предыстория
1862 год на восточном театре Гражданской войны начался в целом удачно для федеральной армии. Потомакская армия Джорджа Макклеллана высадилась на Вирджинском полуострове и подошла на несколько миль к Ричмонду. Генерал Джонстон не смог её остановить и сам был ранен в сражении при Севен-Пайнс. 1 июня 1862 года командование армией Юга принял генерал Роберт Ли. Он сразу же начал контрнаступление и в ходе Семидневной битвы заставил Макклеллана отступить. Вслед за этим Ли перебросил свою армию на север и в ходе Северовирджинской кампании разгромил Вирджинскую армию генерала Джона Поупа. Последовавшая вслед за этим Мэрилендская кампания, таким образом, была составной частью летнего наступления армии Юга, состоявшего из трёх кампаний.
После неудачного для Севера сражения при Шантильи генерал Поуп отвёл армию в укрепления Вашингтона, освободив, таким образом, территорию Северной Вирджинии. Ли не стал атаковать форты Вашингтона, поскольку ему остро не хватало боеприпасов и провизии. Он решил отвести армию в Лоудонскую долину, где её было легче прокормить и откуда можно было продолжать создавать угрозу Вашингтону. 3 сентября южане отбили Уинчестер, и армия получила ещё некоторое количество боеприпасов и медикаментов. Однако этого могло быть недостаточно. Из Лоудонской долины было возможно контролировать долину Шенандоа и, если представится возможность, вступить в Мэриленд, как предлагал поступить Джексон ещё несколько недель назад. Обе федеральные армии (Вирджинская и Потомакская) были деморализованы поражениями, а их пополнения ещё не организованы, как надо, и не готовы к сражениям. Армия Ли уступала противнику численно, но была надежда, что успешное наступление в Кентукки позволит перебросить оттуда какие-то силы на восток.
Одной из целей вторжения была попытка повлиять на выборы 1862 года. Ещё в 1860 году Демократическая партия раскололась на Северную и Южную, и Северные Демократы сначала выступали за реставрацию Союза, но к 1862 году они раскололись на Демократов Мира и Демократов Войны, и первые были против войны, которая по их мнению становилась не столько войной за восстановление Союза, сколько войной за разрушение Юга. Политики Конфедерации полагали, что вторжение в Мэриленд ослабит позиции республиканцев и Демократов Войны, поможет победить демократической партии, что приведёт к переговорам и прекращению войны.

### Положение в Мэриленде

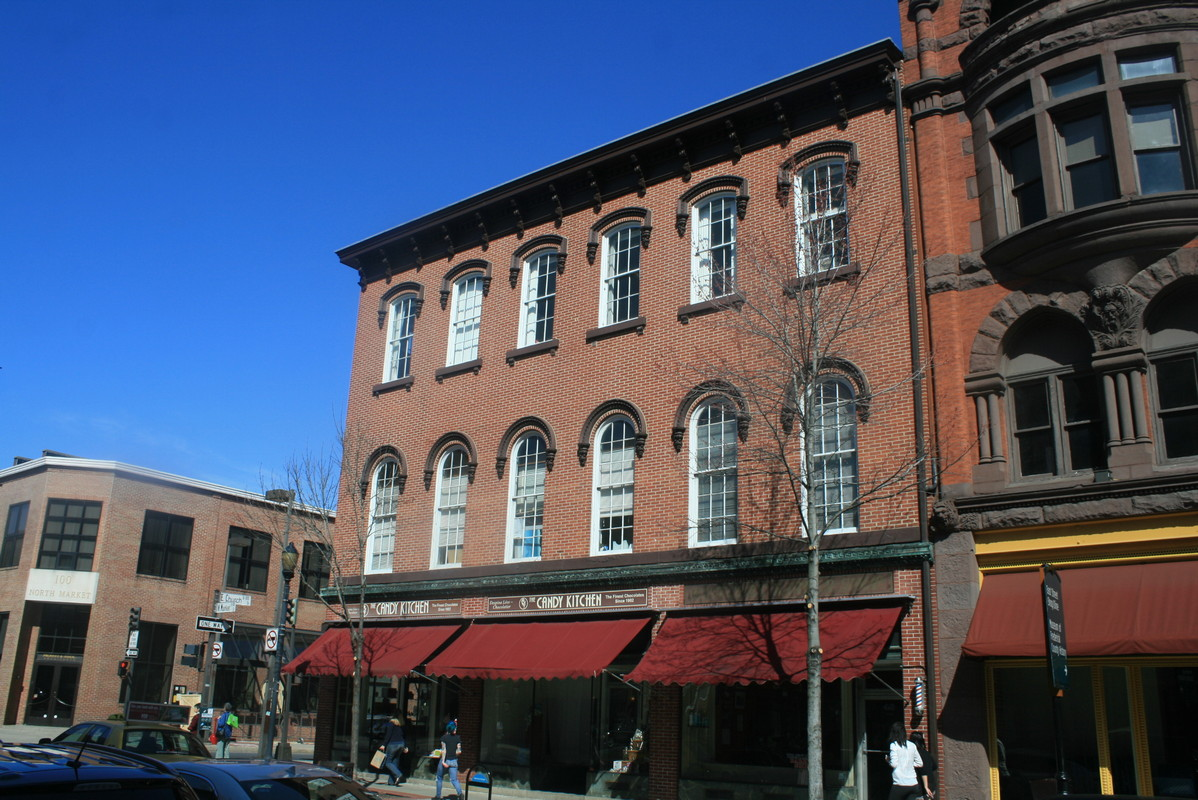
Кэмп-Холл, здание, в котором собиралась Генеральная Ассамблея Мэриленда летом 1861 года.

В годы Гражданской войны Мэриленд являлся в целом лояльным Союзу штатом, хотя и с симпатией относился к Югу. У Мэриленда было много общего с Вирджинией: общая граница, общая рабовладельческая экономика, тесные родственные и коммерческие связи, и оба штата граничили со свободными штатами (Мэриленд граничил с Пенсильванией, а Вирджиния с Огайо). В конфликте Севера с Югом Мэриленд старался придерживаться нейтралитета. Мэрилендцы считали сецессию Юга преждевременной и необдуманной, но были категорически против применения силы против Юга. Сразу после избрания Линкольна от губернатора Хикса стали требовать созыва Совета по Сецессии, но Хикс был категорически против. Сторонники Севера в то же время устраивали митинги в поддержку позиции губернатора. Экс-губернатор Лоув требовал от Хикса присоединиться к Вирджинии, угрожая в противном случае поднять восстание.
После падения Самтера и прокламации Линкольна о наборе добровольцев ситуация обострилась. Протесты против прохождения федеральных войск через Мэриленд в Вашингтон привели к Балтиморскому восстанию. Ричмондская газета Richmond Enquirer 25 апреля призвала спешить на помощь Мэриленду и помочь ему людьми и оружием. Кризисная ситуация заставила Хикса согласиться на внеочередной созыв Генеральной Ассамблеи Мэриленда. Полагая, что в Балтиморе на Ассамблею окажут давление сецессионисты, он распорядился собрать её в Кемп-Холле города Фредерика, который находился в лояльной Северу части штата.
На момент открытия (26 апреля) члены Ассамблеи были в большинстве настроены в пользу сецессии, но они боялись последствий и решили, что штат должен придерживаться нейтралитета. Время шло, и ситуация менялась в пользу Севера: Аннаполис был занять федеральной армией, Вашингтон укреплён, в Пенсильвании собирались крупные федеральные силы. 13 мая генерал Батлер вошёл в Балтимор, занял форт Федераль-Хилл и взял город под контроль. Позиции юнионистов усилились, и губернатор Хикс объявил о наборе четырёх мэрилендских полков для службы в федеральной армии. По словам Эзры Кармана, эта прокламация Хикса ознаменовала собой конец сецессионистских настроений в Мэриленде. Карман так же писал, что вопрос рабства никак не влиял на позицию Мэриленда. Многие рабовладельцы были юнионистами, а большинство сецессионистов не имело никакой связи с рабовладением. В целом в политике Мэриленда рабство не было значимым фактором.
Между тем сторонники сецессии надеялись на поддержку Конфедерации, полагая, что вторжение армии Юга склонит общественное мнение на их сторону. 4 июня мэрилендец Исаак Тримбл предложил генералу Ли захватить Хагерстаун, откуда было бы удобнее оборонять Харперс-Ферри. Он так же предлагал бросок на Балтимор, чтобы воодушевить сецессионистов штата и набрать дополнительно 6 000 рекрутов в армию. Между тем 7 августа Ассамблея завершила сессию и разошлась, чтобы вновь собраться 17 сентября, но федеральное правительство решило, что есть риск принятия Ассамблеей постановления о сецессии, поэтому генералу Бэнксу было велено не допустить этого. 17 сентября армия окружила Фредерик, а 18 сентября некоторые сенаторы и делегаты Ассамблеи были арестованы, что положило конец её существованию. Губернатор Хикс одобрил эту меру и поздравил Бэнкса с успехом. 6 ноября прошли выборы: губернатором стал юнионист Огастус Брэдфорд, а легислатура была выбрана преимущественно юнионистская. Юнионисты стали доминировать в штате, а многие сторонники сецессии бежали на Юг, что привело к относительной стабильности в штате.
Командование армии Юга, тем не менее, было убеждено, что Мэриленд старается избавиться от федеральной оккупации и присоединиться к Конфедерации, и что появление Северовирджинской армии может привести к сецессии Мэриленда.

### Международное положение
Когда новости о вторжении южан в Мэриленд достигли Европы, там оживились дискуссии о необходимости вмешательства в войну. Политики Англии и Франции были убеждены, что неудачи федеральной армии в Северной Вирджинии наглядно доказали жизнеспособность Юга и невозможность его покорения военной силой. За два месяца до этого лорд Пальмерстон заблокировал парламентскую резолюцию о необходимости вмешательства, но теперь он был склонен изменить свою точку зрения. Он написал министру иностранных дел Расселу, что федералы получили сильный удар, и очень вероятно, что их ожидают дальнейшие неудачи, и что южане могут захватить Вашингтон или Балтимор. 24 сентября (ещё не зная о последствиях сражения при Энтитеме) Пальмерстон написал лорду Гладстону о планах собрать кабинет министров в октябре и обсудить планы вмешательства, но согласился с тем, что стоит немного подождать результатов вторжения.
Историк Джеймс Макферсон писал, что очень важные события зависели от результатов наступления Ли в Мэриленде: победа или поражение, иностранная интервенция, издание прокламации об освобождении рабов, результаты выборов и в целом общественное настроение за или против войны на Севере.

### Потомакская армия в августе-сентябре 1862

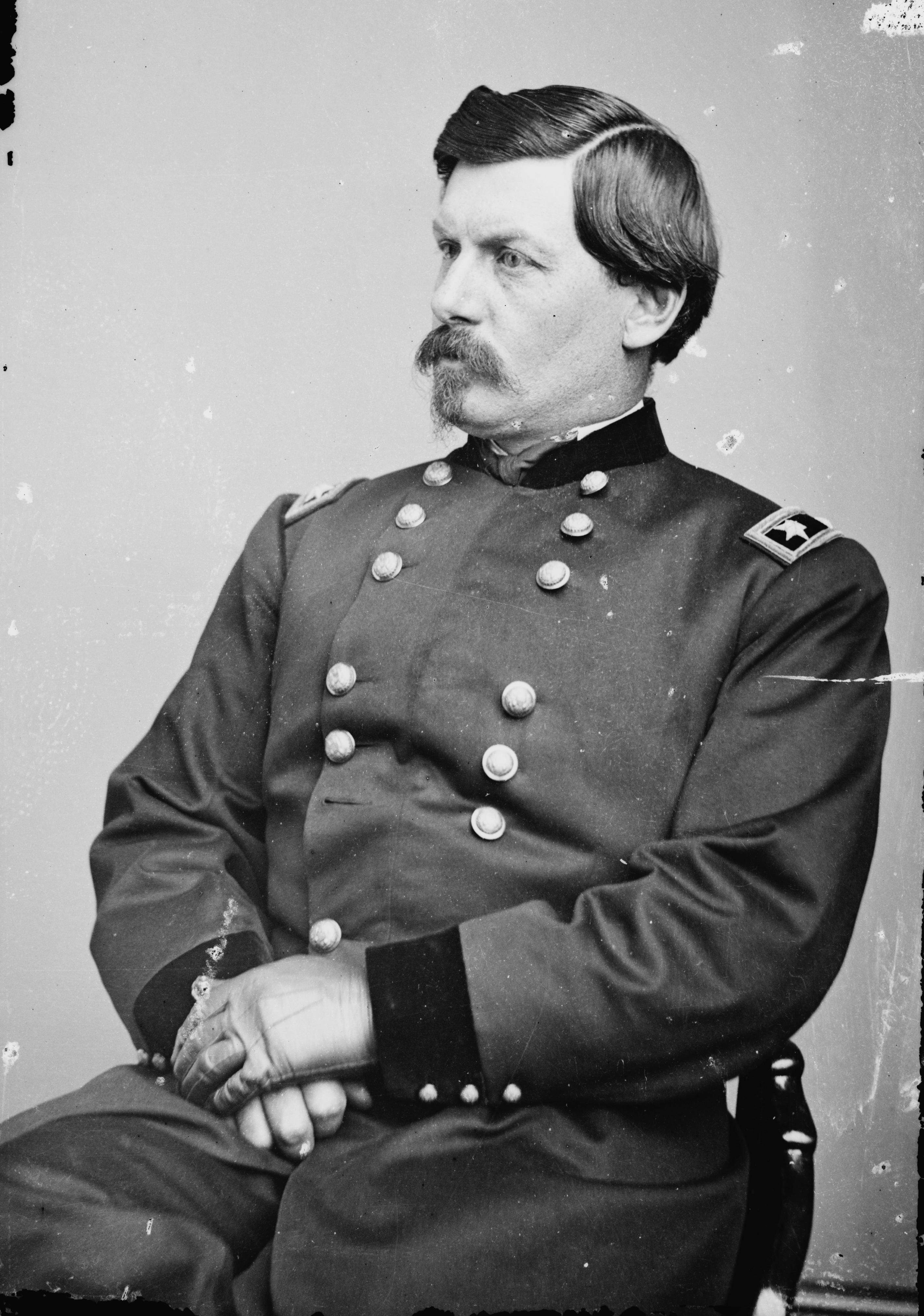
Генерал-майор Джордж Макклеллан

Когда подходила к концу Кампания на полуострове, федеральное правительство разочаровалось в способностях верховного главнокомандующего Джорджа Макклеллана, поэтому он был снят с этой должности (оставаясь командиром Потомакской армии), а на его место 11 июля был назначен Генри Халлек, который 22 июля прибыл в Вашингтон. Халлек решил, что пребывание армии на полуострове не имеет смысла, и 3 августа приказал Макклеллану вернуть армию в Вашингтон и присоединить к Вирджинской армии Джона Поупа в Северной Вирджинии. Макклеллан протестовал, но Халлек настаивал и в частном письме обещал оставить Макклеллана во главе объединённой армии. Макклеллан прибыл в Александрию 26 августа, его армия прибывала следом, но её подразделения сразу по прибытии изымались из-под его командования, и в итоге он остался лишь с группой ординарцев и инженеров. В то же время военный секретарь Стэнтон и его сторонники в кабинете готовили резолюцию, запрещающую Макклеллану принимать командование какой-либо федеральной армией. Будущим лидером армии им представлялся Джон Поуп, который как раз докладывал о победах под Манассасом.
1 сентября пришли известия, что Поуп разбит и отступает к Вашингтону. Халлек вызвал Макклеллана и в устной форме приказал ему принять командование фортами Вашингтона и всеми гарнизонами, но строго ограничил его полномочия этой сферой, категорически запретив принимать командование полевой армией. В ночь на 2 сентября приходили всё новые тревожные известия о положении армии, поэтому утром, между 7 и 8 часами, президент Линкольн в сопровождении Халлека явился к Макклеллану, сообщил ему, что положение критическое, что Вирджинская армия в полном беспорядке и бежит, и предложил ему принять командование армией и восстановить порядок. Макклеллан согласился и его назначение было оформлено приказом от имени Халлека: «Генерал-майор Макклеллан принимает командование укреплениями Вашингтона и всеми частями для обороны столицы».
Члены кабинета узнали об этом решении от Стэнтона, а затем Линкольн лично подтвердил его слова. Все были удивлены, большинство членов кабинета Линкольна были категорически против этого решения. Государственный казначей Салмон Чейз полагал, что вернуть армию Макклеллану это всё равно что добровольно отдать врагу Вашингтон. Линкольн сказал, что это его личное решение и только он отвечает за него перед страной. В критической ситуации надо срочно что-то делать, а Макклеллан хорошо знает местность и нет в стране организатора лучше, чем он. Если же кто из членов кабинета сможет найти человека, способного лучше и быстрее восстановить боеспособность армии, то он, Линкольн, обещал сразу назначить его на эту должность. Он сказал, что Макклеллан неудачник, который никогда не готов к бою, и никогда не будет готов, но для оборонительной войны он вполне подходил. Последовала долгая дискуссия, в ходе которой члены кабинета в основном согласились с решением президента.
Макклеллан сразу же, после разговора с президентом, приступил к действиям: он связался с Поупом и повторил ему приказ Халлека на отступление к Вашингтону, при этом оговорил, какой корпус по какой дороге должен идти. Письмо доставил лейтенант Джон Уильсон, который застал Поупа в Фэирфаксе. Тот был неприятно удивлён этой новостью. Он не понимал, как мог Макклеллан, которого он считал виновным в разгроме армии под Манассасом, оказаться во главе армии. Он запрашивал объяснений у Халлека, предлагал Халлеку самому возглавить армию, но ничего не добился. Между тем днём Макклеллан прибыл в Аптонс-Хилл, встретил там корпус Макдауэлла, самого Макдауэлла и Поупа. Он проинструктировал Поупа на предмет наилучшего расположения армии и уже к ночи вернулся в Вашингтон.
К тому моменту перед укреплениями Вашингтона стояли части Потомакской армии численностью 40 000 человек. Непосредственно в укреплениях стояло 30 000 гарнизона и резерва. Вирджинская армия Поупа насчитывала ещё 40 000 человек, что вместе давало Макклеллану 110 000 человек по состоянию на 2 сентября. Но и эта армия получала усиления, и на 7 сентября насчитывала уже более 140 000 человек: 73 000 гарнизона и 74 000 полевой армии. 3 сентября Макклеллан узнал, что Северовирджинская армия отступила от вашингтонского фронта и, по всей видимости, готовится перейти Потомак и вступить в Мэриленд. В тот же день он приказал II-му и XII-му корпусам перейти на северную сторону реки Потомак и идти к Теналлитауну, а IX корпусу идти к Вашингтону. Кавалерийская дивизия Плезонтона была направлена к Пулсвилу, чтобы следить за бродами через Потомак и по возможности препятствовать противнику переправляться через реку. Когда Макклеллан доложил об этих перемещениях Халлеку тот спросил, какой генерал поставлен во главе этих корпусов. Макклеллан ответил, что не давал такого распоряжения и сам возглавит полевую армию в случае вторжения противника. Халлек напомнил ему, что полномочия Макклеллана распространяются только на войска в пределах укреплений и он не имеет права командовать полевой армией.

## Силы сторон

### Федеральная армия
12 сентября Потомакская армия Макклеллана была слита с корпусами расформированной Вирджинской армии. III корпус слишком сильно пострадал в предыдущих боях и был оставлен в Вашингтоне, IV корпус остался на Вирджинском полуострове, а XI корпус стоял в Вирджинии, прикрывая подступы к Вашингтону. В итоге в распоряжении Макклеллана осталось 6 корпусов общей численностью около 84 000 человек и армия имела следующий вид:
- I корпус Джозефа Хукера, состоящий из 3-х дивизий: Руфуса Кинга, Джеймса Рикеттса и Джорджа Мида.
- II корпус Эдвина Самнера, состоящий из дивизий Исраеля Ричардсона, Джона Седжвика, Уильяма Френча.
- V корпус Фицджона Портера, состоящий из дивизий Джорджа Морелла, Джорджа Сайкса и Эндрю Хэмфриса.
- VI корпус Уильяма Франклина, состоящий из дивизий Генри Слокама, Уильяма Смита, Дариуса Кауча.
- IX корпус Эмброуза Бернсайда, состоящий из дивизий Орландо Уилкокса, Самуэля Стерджиса, Исаака Родмана и Джейкоба Кокса («дивизия Канава»)
- XII корпус Джозефа Мансфилда, состоящий из дивизий Альфеуса Уильямса и Джорджа Грина.
- Кавалерийская дивизия Альфреда Плезонтона: бригады Уайтинга, Фарнсворта, Раша, Макрейнольдса и Дэвиса[англ.]

### Армия Конфедерации
К началу кампании Северовирджинская армия генерала Ли состояла из двух больших пехотных корпусов и нескольких отдельных дивизий. Законы Конфедерации не позволяли формировать корпуса и назначать генерал-лейтенантов, поэтому Ли неформально объединял несколько дивизий под общим командованием генерал-майоров. В первых числах сентября армия имела следующий вид:
- I-й корпус под командованием генерал-майора Джеймса Лонгстрита состоял из дивизий Лафайета Мак-Лоуза, Ричарда Андерсона и Дэвида Джонса
- II-й корпус, под командованием генерал-майора Джексона «каменная Стена», состоял из дивизий Александра Лоутона (который замещал Ричарда Юэлла), Эмброуза Хилла, Джона Джонса и Дэниеля Хилла.
- Дивизия Джона Уокера, которая стояла под Ричмондом и присоединилась к армии 8 сентября[30].
- Дивизия Джона Худа и бригада Натана Эванса, которые действовали независимо.
- Кавалерийская дивизия Джеба Стюарта: бригады Хэмптона, Манфорда, и Фицхью Ли.
- Артиллерийский резерв Уильяма Пендлетона.

См. также Северовирджинская армия при Энтитеме

## Ход кампании
2 сентября генерал Ли издал приказ о начале наступления утром 3 сентября. В указанное утро дивизии Джексона первыми начали марш, прошли через Вьенну к дороге Александрия-Лисберг, вышли к Дрейнсвиллу и встали лагерем за городом, в местечке Шуга-Ленд-Ран. На следующий день Джексон вступил в Лисберг и встал лагерем в двух милях от города, в Биг-Спринг. Дивизии Лонгстрита шли следом по двум дорогам: дивизии Андерсона и Джонса шли через Дрейнсвилл, а дивизия Маклоуза шла через Гум-Спринг, и соединилась с остальными в Лисберге. Дивизия Худа и бригада Эванса действовали независимо; они покинули Шантильи после Лонгстрита и прибыли в Лисберг к ночи 4 сентября. Помимо этих дивизий, к Лисбергу шла из Ричмонда дивизия Дениеля Хилла.

В конце первого дня марша Ли разместил свой лагерь под Дрейнсвиллом и здесь написал своё первое письмо президенту. Он написал, что противник отступает к Александрии и Вашингтону, и преследовать его кажется неразумным. Ли не хотел штурмовать форты Вашингтона, и не имел осадных средств. Он писал, что собирается тревожить пригороды Вашингтона, а основную армию отправить в Лоудонскую долину и оттуда войти в Мэриленд. Он писал, что осознаёт риск этого предприятия, но успех кажется ему вероятным.

Ход кампании 3 — 9 сентября

Вечером 4 сентября Ли разместил штаб в Лисберге, откуда написал президенту второе письмо, в котором повторил, что собирается вступить в Мэриленд и Пенсильванию, если у президента нет возражений на этот счёт. Там же в Лисберге Ли узнал, что федеральная бригада Джулиуса Уайта покинула город Уинчестер, поэтому он приказал занять этот город и сделать его основной базой снабжения своей армии. 5 сентября Ли написал третье письмо президенту. Он повторил, что готов войти в Мэриленд, и рекомендовал всё, отправляемое из Ричмонда, доставлять через Калпепер и Уоррентон в Уинчестер. Он так же сообщил, что рассчитывает добыть продовольствие и фураж в Мэриленде, но боеприпасы необходимо будет прислать из Ричмонда.
Марш армии на Лисберг сопровождался отвлекающими атаками в направлении Вашингтона. Это задание было поручено кавалерийской дивизии Джеба Стюарта. Уже 2 сентября кавалерийская бригада Фицхью Ли заняла Фэирфакс, где к ней присоединилась бригада Уэйда Хэмптона, только что прибывшая из Ричмонда. Хэмптон атаковал федеральный отряд у Флинт-Хилл, заставил его отступить, затем нагнал и обстрелял из двух орудий, которыми командовал Джон Пелхам. Перестрелка прекратилась на закате. 2-й Вирджинский кавполк Манфорда в тот день шёл в авангарде армии, первым вступил в Лисберг и выбил оттуда кавалерийскую роту капитана Минса.
3 сентября бригада Фицхью Ли провела демонстрацию в направлении Александрии, а Хэмптон переместился к Дрейнсвиллу и встал там лагерем. Там к нему присоединилась бригада Робертсона. Эти манёвры, однако, не произвели впечатления на Генри Халлека, который 3 сентября предупредил Макклеллана, что южане могут перейти Потомак и вторгнуться в Мэриленд. Альфред Плезонтон, который командовал кавалерией под Вашингтоном, так же был уверен, что эти кавалерийские диверсии всего лишь отвлекающий манёвр.
Утром 4 сентября кавалеристы Робертсона атаковали пикеты Плезонтона у Левинсвилла, отбросили их, и до темноты шла артиллерийская перестрелка. На закате Робертсон отступил к Лисбергу, куда уже стягивалась вся кавалерия Стюарта. На этом этапе кавалерия прикрывала тылы армии, которая уже переходила Потомак.

### Конфликт Джексона и Хилла
В ночь на 4 сентября Джексон выдал распоряжения относительно времени старта для каждой дивизии. Утром он заметил, что дивизия Эмброуза Хилла не начала марш в указанное время, а бригада Грегга даже не готова к маршу. Джексон лично приказал Греггу начать марш, при этом между генералами возникло некоторое напряжение. Днём Джексон обратил внимание, что Хилл со штабом следует в голове колонны и никто не контролирует марш дивизии, он так же заметил, что многие рядовые отстали от своих частей, а Хилл ничего не делает, чтобы это предотвратить. Когда же настало время привала, дивизия не остановилась. Тогда Джексон лично приказал передовой бригаде (Эдварда Томаса) остановиться. Узнав, что Джексон отдал этот приказ его дивизии, Хилл лично явился к Джексону, отстегнул офицерскую саблю и вручил её Джексону со словами, что если Джексон командует его дивизией, то его услуги здесь излишни. Джексон ответил: «Можете считать себя под арестом за небрежение обязанностями», и приказал генералу Брэнчу принять командование дивизией. По словам Дугласа Фримана, Джексон принёс своего единственного опытного дивизионного командира в жертву своему идеалу дисциплины. Впоследствии он утверждал, что «при преемнике Хилла, генерале Брэнче, мои приказы выполняются гораздо лучше». В результате этого ареста в начале кампании все три дивизии Джексона оказались под командованием бригадных генералов без военного образования.

### Переправа через Потомак
Первой дивизией, ступившей на землю Мэриленда, стала дивизия Дэниеля Хилла. 21 августа она покинула Ричмонд, отправилась на север, и 2 сентября присоединилась к Северовирджинской армии у Шантильи. Утром 3 сентября она проследовал через Дрейнсвилл к Лисбергу, а утром следующего дня бригада Джорджа Андерсона вышла к Потомаку у переправы Пойнт-оф-Рокс, чтобы повредить железную дорогу Балтимор-Огайо и отвлечь внимание от переправ ниже по течению. На противоположном берегу Потомака находился 87-й Огайский полк полковника Бэннинга, который был переброшен из Харперс-Ферри для охраны переправ. Одновременно две бригады Хилла подошли к переправе Чикс-Форд, которую охраняли 30 человек 1-й Потомакской бригады под командованием лейтенанта Бёрка. Хилл легко отбросил пикеты, разрушил шлюзы канала, но не смог повредить акведук через реку Монокаси из-за отсутствия подрывных средств. Джексон велел ему направиться к тому месту, где железная дорога Балтимор-Огайо пересекает по мосту реку Монокаси, но Хилл не нашёл способа выполнить этот манёвр и остался у Чикс-Форд до 6 сентября.

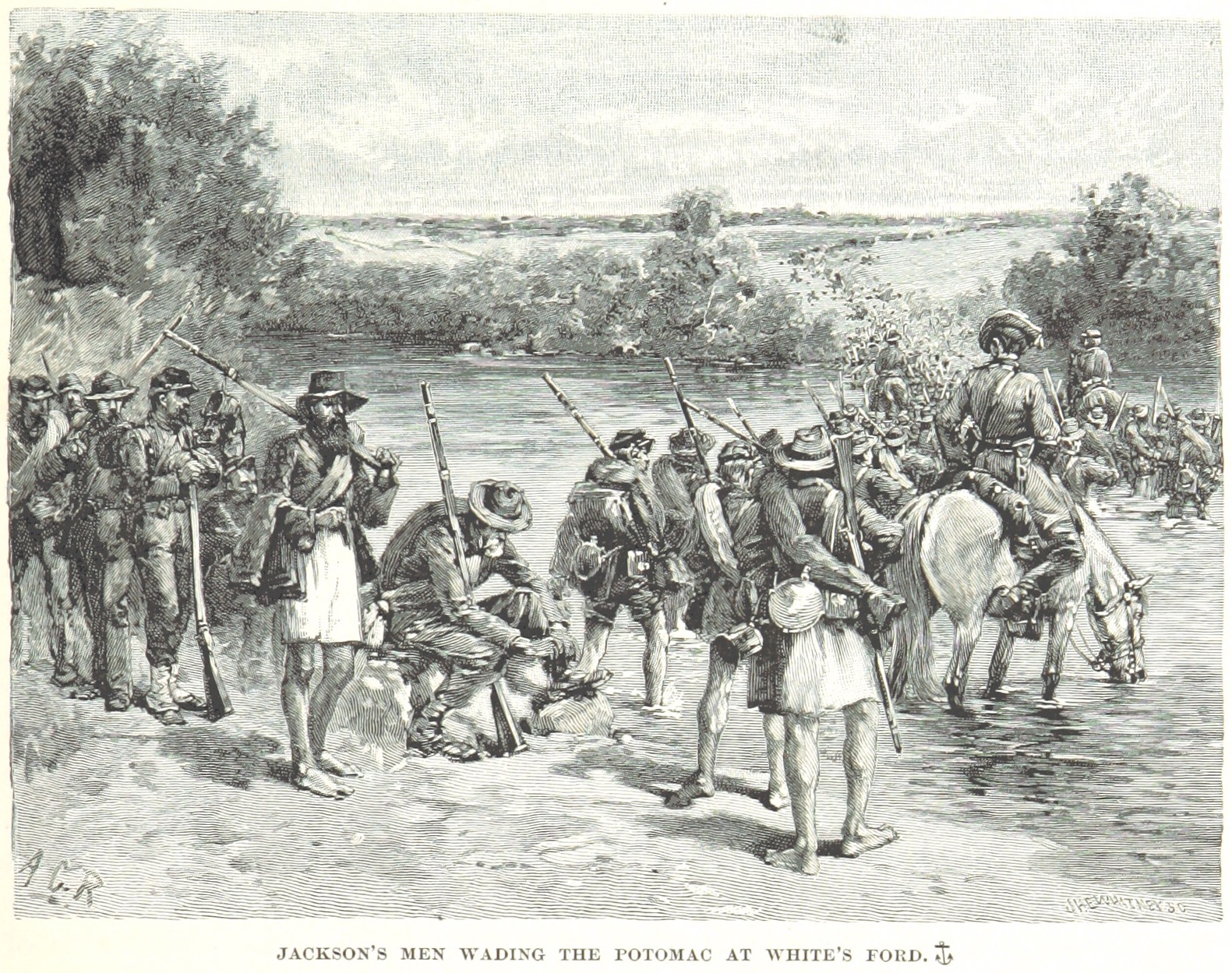
Переправа дивизий Джексона через Потомак. Рисунок 1887 года.

Джексон покинул Лисберг утром 5 сентября, вышел к переправе Уайт-Форд и начал переправу незадолго до полудня. Вода в Потомаке была невысокой и переправа прошла без проблем, хотя и отняла много времени. Газетчики писали, что когда передовые части вышли к середине реки, Джексон снял шляпу, а полковой оркестр заиграл «Мэриленд, мой Мэриленд», хотя некоторые свидетели отрицают историчность этой сцены. Историки и мемуаристы отмечают высокий энтузиазм в войсках, переходящих Потомак. Они уже одержали несколько побед, они верили в себя и своих командиров, а погода в тот день была хорошая, и само зрелище переправляющихся колонн пехоты и обозов было воодушевляющим.
Кавалерия Стюарта перешла Потомак 5 сентября одновременно с Джексоном и направилась к Пулсвиллу, где встретила 100 федеральных кавалеристов 1-го Массачусетского кавполка (капитана Самуэля Чемберлена). Чемберлен вёл свой полк по главной улице Пулсвилла и уже за городом был атакован кавалерией Фицхью Ли. Федералы сразу повернули назад, но жители Пулсвилла перегородили улицу различными предметами, из-за чего в плен попало 30 федеральных военных и сам Чемберлен. Федералы потеряли 8 или 9 человек ранеными, а южане 3-х убитыми и 4-х ранеными. Фицхью Ли писал, что радость жителей Пулсвилла наполнила сердце каждого южанина решительностью и энтузиазмом.
6 сентября пленных кавалеристов условно освободили, и бригады Ли и Хэмптона отправились на север: Ли занял Нью-Маркет, а Хэмптон занял Хьятстаун и разместил пикеты в Дамаскусе и Кларксберге. В это время бригада Робертсона, командование которой в этот самый день принял полковник Манфорд, встала на правом фланге пикетов у Шага-Лоаф-Маунтин, расставив цепь пикетов до Пулсвилла. Образовалась цепь пикетов, которая прикрывала направление на Вашингтон и Балтимор. Стюарт удерживал эту линию до 11 сентября.
Когда Джексон начал переправу через Потомак, он рассчитывал к ночи достичь Фредерика и захватить железнодорожный мост через Монокаси (к чему и приказал присоединиться дивизии Хилла), но переправа отняла слишком много времени, поэтому к ночи его дивизии успели дойти только до Бакистауна. Оттуда он приказал кавалерии капитана Рэндольфа разведать местность к востоку и установить связь с пикетами Стюарта. Он так же приказал своим людям заготовить на два дня единственной доступное еды — неспелого зерна. Он возобновил марш утром 6 сентября и в полдень прибыл к фредериксбергской развилке железной дороги Балтимор-Огайо. Он разместил дивизию Юэлла прикрывать направление от развилки на Балтимор, а дивизию Эмброуза Хилла — прикрывать направление на Вашингтон. Свою бывшую дивизию он разметил на поле фермы Беста, ближе к Фредерику. Генерал Юэлл захватил железнодорожный мост, который охранял 14-й Нью-Джерсийский полк. Дивизия Дэниеля Хилла вскоре присоединилась к Джексону и встала рядом с ним на поле Беста.

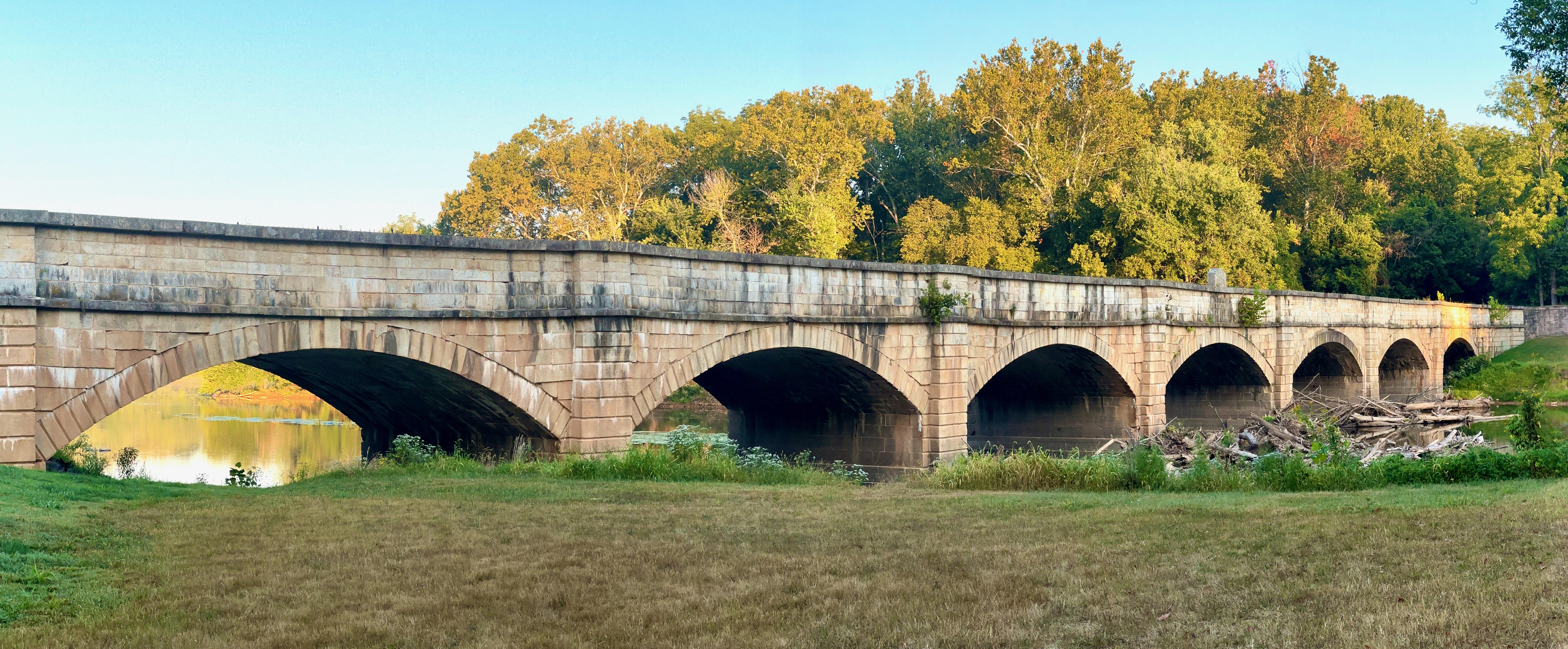
Акведук на реке Монокаси в 2023 году

Дивизии Лонгстрита перешли Потомак утром 6 сентября по переправе Уайтс-Форд, прошли Бакистаун и фредериксбергскую развилку и 7 сентября пришли во Фредерик. При Лонгстрите находился и генерал Ли. Дивизия Худа и бригада Эванса шли следом, а дивизия Джона Уокера все эти дни шла на север от Ричмонда и пришла в Лисберг вечером 6 сентября. Утром 7 сентября она перешла Потомак по переправе Чикс-Форд, где нагнала бригаду Андерсона, которая уже прекратила демонстрации у Пойнт-оф-Рокс. Они вместе пришли к ночи в Бакистаун и только 8 сентября дошли до Фредерика.
На следующий день Ли приказал Уокеру вернуться назад в устье реки Монокаси и разрушить гранитный акведук канала, который не смог повредить Хилл. Уокер пришёл к акведуку, обнаружил там федеральные пикеты, и отбросил их силами 24-го и 25-го северокаролинских полков. При этом был смертельно ранен капитан Даффи из 24-го. Уокер попытался заложить взрывчатку и подорвать мост, но тот был сложен из гранита, и так надёжно, что Уокер не смог найти в нём уязвимых мест. Потратив целый день, он прекратил попытки и 10 сентября отступил от моста.

### Южане во Фредерике
Фредерик оборонял 1-й Мэрилендский полк под командованием капитана Фэйтфула. Узнав о приближении Джексона, он вывез из города всех раненых, вывез всё федеральное имущество в Пенсильванию и сжёг всё то, что не смог вывезти. Джексон разместил во Фредерике бригаду полковника Брэдли Джонсона в качестве военной полиции, а сам Джонсон, в прошлом житель этого города, обратился к горожанам с речью, сказав, что южане пришли в город как освободители от тирании Севера.
Южане, войдя в Мэриленд, были полны оптимизма, и это чувство усилилось, когда пришли известия о победах Брэгга в Кентукки. 6 сентября генерал Ли оповестил об этом армию: «Вперёд, солдаты!… — писал он, — пусть армии Востока и Запада будут достойны друг друга в дисциплине, храбрости и настойчивости, и наши братья из братских штатов вскоре будут освобождены от тирании, и наша независимость будет надёжно утверждена».

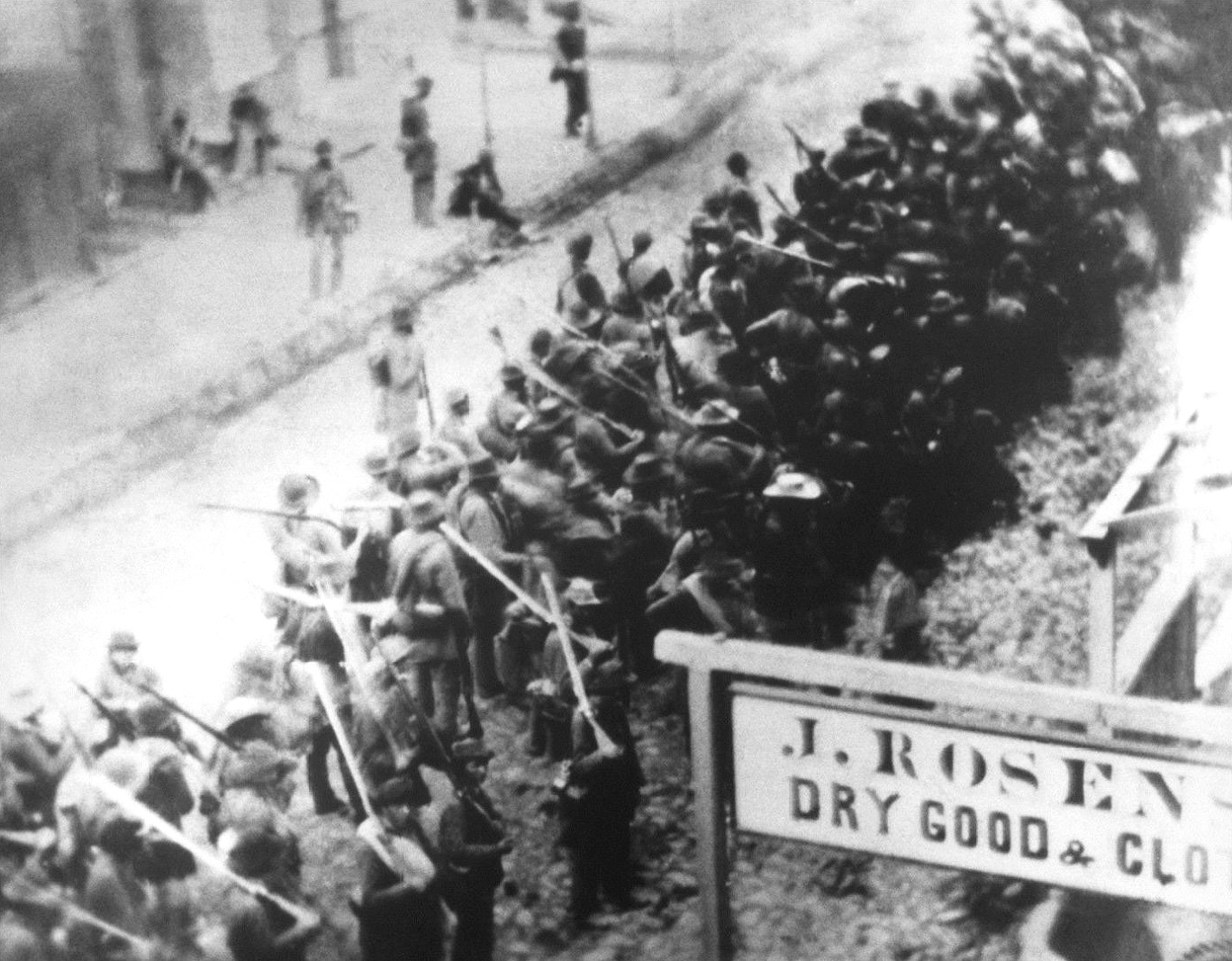
Южане во Фредерике, Вест-Патрик-Стрит, 12 сентября 1862

При вторжении в Мэриленд армия Конфедерации сразу же столкнулась со множеством проблем. Численность армии постоянно сокращалась. Из Шантильи выступило 55 000 человек, но уже через 10 дней осталось 45 000. Некоторые отряды отказались переходить Потомак, потому что это расходилось с их представлениями о том, что они ведут чисто оборонительную войну против агрессии с севера. Множество выбыло из строя, страдая от диареи, или оттого, что разбили ноги в кровь на дорогах. Ли приказал строже обращаться с беглецами и дезертирами, которые, по его словам, «бросают своих товарищей в минуту опасности» и являются «нездоровым элементом армии».
Одним из сильнейших разочарований для южан стало безразличие мэрилендцев. Окрестности Фредерика всегда были самой юнионистской частью штата, в отличие от приморской части но и там южанам не удалось бы набрать рекрутов, потому что все активные сторонники Юга покинули штат ещё в начале войны. Такая же ситуация сложилась в Кентукки, где Брэкстон Брэгг не смог пополнить армию за счёт местного населения. На отношении жителей Фредерика влиял и внешний вид южан, которые были голодны, оборваны, не меняли одежду и не мылись уже несколько недель. Казалось невероятным, что они ещё могут маршировать и сражаться, писала одна жительница Шефердстауна впоследствии.
Рядовой 17-го Вирджинского полка из бригады Кемпера вспоминал:
10-го числа Семнадцатый полк проходил по длинным авеню Фредерика и мы были весьма разочарованы холодным приёмом. Это было не то, чего мы ждали. Улицы были действительно полны горожанами, а также балконы и подъезды, но среди них не было совершенно никакого энтузиазма, никаких приветствий, никаких размахиваний платками и флагами — только мертвенная тишина — а некоторые дома были глухо закрыты, как будто после какого-то бедствия. Встречались, конечно, дружелюбно настроенные люди, но похоже, что они боялись выражать свои чувства — они только слегка улыбались.

8 сентября генерал Ли издал обращение к гражданам Мэриленда, где изложил цели кампании, обещая гарантировать «древнюю свободу мысли и слова». Но это обращение было встречено с полным безразличием. Мэрилендцы не были готовы к вооружённой борьбе и сомневались, что армия Юга сможет им что-то гарантировать. В тот же день полковник Брэдли Джонсон издал своё собственное обращение, призывая мэрилендцев вступать в армию Юга. «Помните казематы форта Макгенри! — писал он, — помните камеры форта Лафайет и форта Уоррен! Оскорбления ваших жён и дочерей, аресты и ночные обыски в ваших домах!». Но и это обращение не возымело ожидаемого эффекта. Всего около 500 человек удалось привлечь в армию, хотя ожидалось заполучить около 25 000.

### Наступление Потомакской армии
Первым подразделением Потомакской армии, которое выступило из Вашингтона на север стал 1-й Массачусетский кавалерийский полк. Он изначально стоял в Южной Каролине и был переброшен в Александрию, куда прибыл 2 сентября. Полку сразу же приказали отправиться патрулировать берег Потомака, но в тот день в Александрии царила такая неразбериха, что никого из офицеров не смогли найти, и приказ пришлось трижды повторять 3 сентября. Только утром 4 сентября полк выступил из Александрии и прибыл в Теналитаун. На следующее утро туда прибыл Плезонтон с двумя кавполками. 1-й Массачусетский был направлен к Пулсвиллу, где и был разбит кавалеристами Фицхью Ли. В тот же день ещё несколько полков было брошено на рекогносцировки, но на всех направлениях они натыкались на пикеты Стюарта. Все полученные данные говорили о том, что Ли перешёл Потомак и готовится наступать на Вашингтон: дивизиями Джексона со стороны Фредерика и дивизиями Лонгстрита через Пулсвилл. В итоге 6 сентября Плезонтон развернул пикетную цепь: 3-й Индианский и 8-й Иллинойские полки поставил в Дарнстауне, 1-й Нью-Йоркский в Мидлбруке, а 1-й регулярный в Бруквиле, перекрыв все пространство от Потомака до дороги Фредерик-Балтимор. Пехотный корпус Самнера стоял неподалёку.
8 сентября произошла кавалерийская перестрелка у Пулсвилла: два федеральных кавполка под командованием Джона Фарнсворта подошли к городу, отбросили пикеты Мансфорда, начали преследование и столкнулись с 7-м и 12-м Вирджинскими кавполками, которых поддерживали два орудия батареи Чьеу. Фарнсворт ответил огнём двух орудий 2-го артиллерийского полка, затем 3-й Индианский атаковал 12-й Вирджинский полк и отбросил его, отчего попала в опасное положение батарею Чьеу, но 7-й Вирджинский контратакой отбросил противника и спас орудия. Манфорд отступил к Барнсвиллу. В этом бою он потерял 1 человека убитым и 10 ранеными, и Фарнсворт так же 1 убитого и 10 ранеными, в основном из 3-го Индианского кавполка.
Пока Плезонтон прощупывал линию пикетов противника, Макклеллан восстанавливал командную структуру армии. Его корпуса осторожно двигались по Мэриленду на близкой дистанции от кавалерии Плезонтона и друг от друга. 6 сентября I корпус Хукера перешёл Потомак, прошёл Вашингтон и занял позицию у Лисборо. VI корпус Франклина так же перешёл Потомак и встал в Джорджтауне. II и XII корпуса всё ещё стояли в Роквилле. IX корпус Рено стоял в Меридиан-Хилл. I и IX корпуса составили правое крыло армии под общим командованием генерала Бернсайда; II и XII корпуса составили центр под общим командованием Самнера. VI корпус и дивизия Кауча стала левым крылом под общим командованием Франклина.
7 сентября Макклеллан завершил все приготовления к обороне города, оставил в фортах и в Вашингтоне 73 000 человек под командованием Натаниеля Бэнкса, а остальные 74 000 человек теперь составляли полевую армию без командира. Не дождавшись от своего руководства кандидатуры для командира армии Макклеллан в полдень 7 сентября по личной инициативе, без приказа, принял решение возглавить полевую армию, покинул Вашингтон и прибыл со штабом в Роквилл. Впоследствии он писал, что всю кампанию командовал армией «с петлёй на шее»; если бы армия была разбита, то его обвинили бы в незаконном принятии на себя командования и, по его словам, наверняка казнили бы. «Я полностью осознавал риск, на который иду, — писал Макклеллан в мемуарах, — но я старался следовать своему долгу».
8 сентября корпуса продолжили наступление: IX-й переместился из Лисборо к Роквиллу, II-й и XII-й из Роквилла к Миддлбруку, а VI-й из Роквилла к Дарнстауну. I-й оставался в Лисборо. Корпуса двигались по трём дорогам, чтобы не дать Ли прорваться вдоль Потомака к Вашингтону или обойти армию с севера и прорваться к Балтимору. 9 сентября корпуса продолжали продвигаться вперёд, постепенно оттесняя кавалерийские пикеты противника. Макклеллан сообщил в Вашингтон, что армия противника насчитывает до 110 000 человек, но он, Макклеллан, ко всему готов и нуждается только в дополнительной кавалерии.

### Разделение армии Ли
Генерал Ли рассчитывал на то, что после его переправы через Потомак федеральное правительство выведет войска из Мартинсберга и Харперс-Ферри, что позволит организовать снабжение армии из долины Шенандоа. Однако этого не произошло. Генерал Макклеллан советовал Халеку оставить Харперс-Ферри и отвести армию на северный берег Потомака или вверх по Камберлендской долине, поскольку Харперс-Ферри не имел стратегического значения. Противник сможет легко захватить город, но если его оставить, то потом будет возможно легко его вернуть. Но Халек ответил, что в Харперс-Ферри всё в порядке, что Макклеллан неправ в своей оценке ситуации, и гарнизон был оставлен на месте.

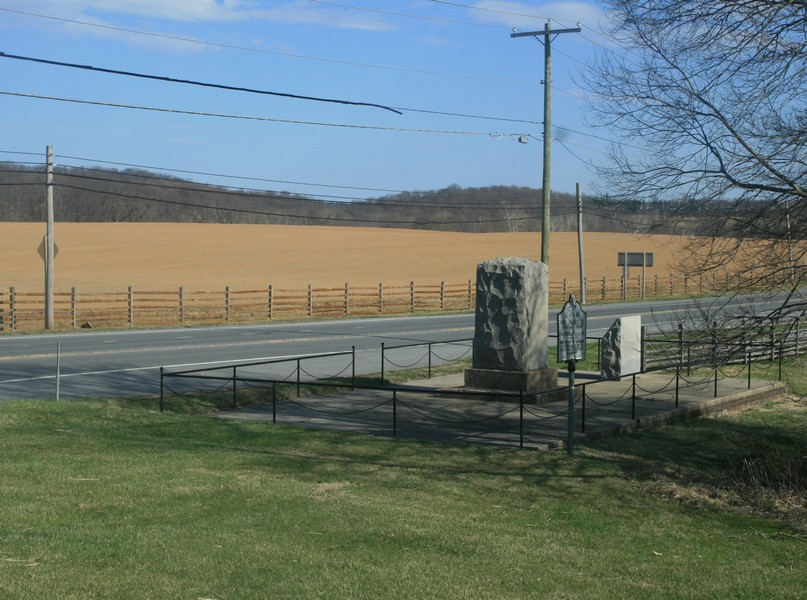
Мемориал на месте штаба Ли около Фредерика

Когда Ли прибыл во Фредерик, он узнал, что гарнизон, вопреки правилам стратегии, всё ещё стоит в Харперс-Ферри. Он был сильно и неприятно удивлён: теперь ему надо было временно отложить свои планы наступления на Хагерстаун и заняться захватом Харперс-Ферри. Более того, операция против Харперс-Ферри требовала разделения его армии, поскольку, если бы он увёл всю армию назад за Потомак, Макклеллан мог бы воспрепятствовать его возвращению. 9 сентября Ли вызвал Джексона в штаб и предложил ему взять три дивизии и отправиться в Вирджинию для блокирования западных подступов к Харперс-Ферри. Ещё две дивизии должны блокировать город с севера и востока. Джексон живо заинтересовался этим предложением, но вскоре в штаб пришёл Лонгстрит, и высказался скептически относительно этого плана. Он счёл разделение армии опасным, и предлагал действовать против Харперс-Ферри всей армией сразу. «Иными словами, традиционная стратегия казалась ему предпочтительнее новаторской», писал Дуглас Фриман.
Историк Джеффри Верт писал, что генерал Ли, принимая это решение, недооценил темпы наступления Потомакской армии, и произошло это отчасти по вине Джеба Стюарта. Ли и Стюарт часто виделись в те дни, но Стюарт ничего не сообщил ему о начале наступления федеральной армии. Ещё 10 сентября кавалеристы были уверены, что противник находится в 10 милях от них. Судя по рапортам Стюарта, он не высылал ни разведчиков, ни патрулей для выявления позиций противника. Причины такой его небрежности историкам пока объяснить не удалось
Тем не менее, план был утверждён. Лонгстрит и Джексон покинули штаб, а Ли составил приказ о наступлении на утро 10 сентября, который стал известен как «Специальный приказ 191». С приказа были сделаны несколько копий, которые разослали дивизионным командирам. Приказ подразумевал временный перевод дивизии Д. Хилла под начало Лонгстрита, поэтому Джексон от руки переписал приказ и отправил его копию Хиллу.
Согласно приказу, Джексон должен был 12 сентября подступить к Харперс-Ферри с запада, дивизия Джона Уокера должна была в тот же день занять Лоудонские высоты к югу от города, а дивизия Маклоуза должна была занять Мэрилендские высоты к северу от города. Как старший по званию, Джексон должен был координировать действия всех трёх отрядов.

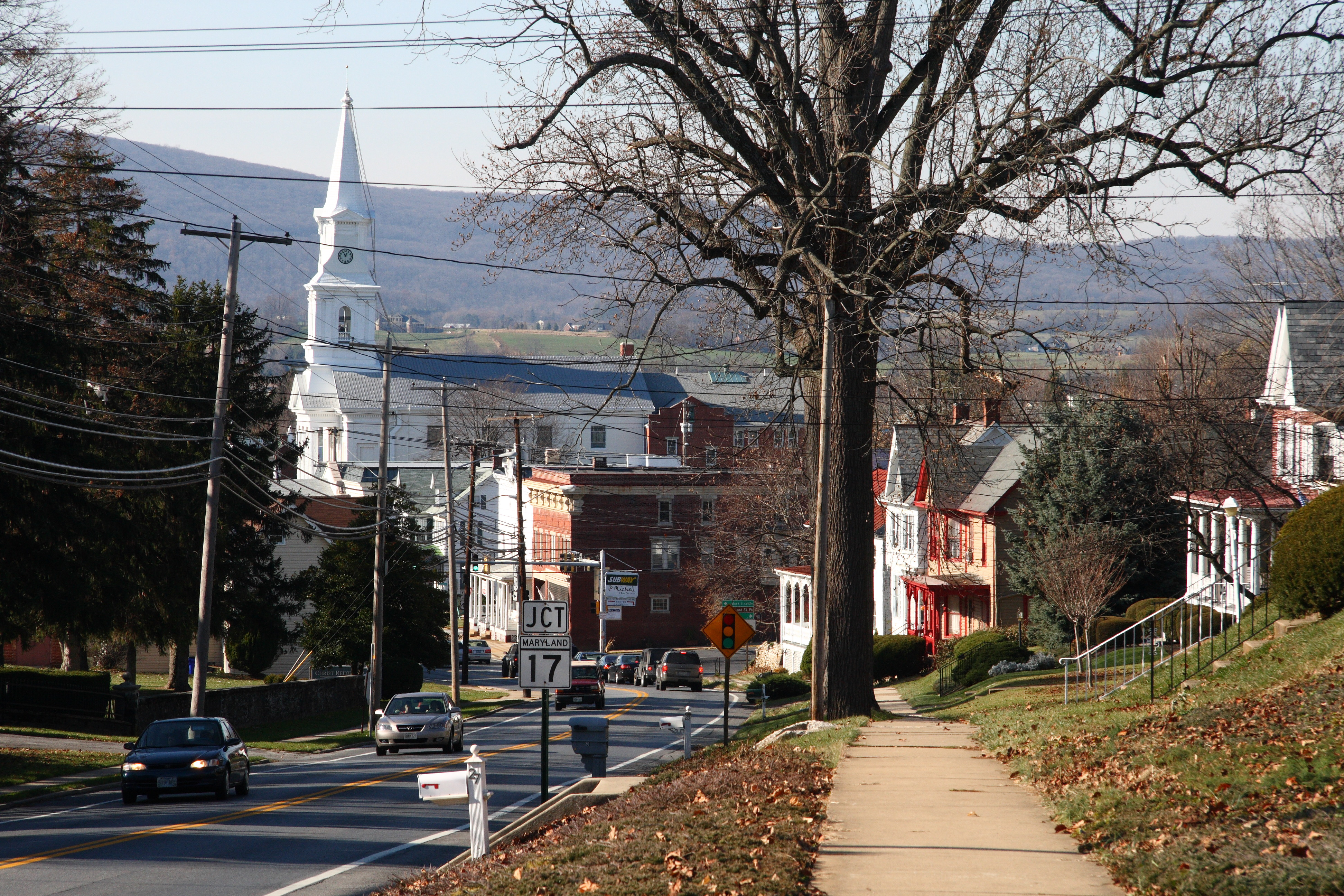
Улица Мэйн-Стрит в Миддлтауне и Южные Горы вдалеке.

Утром 10 сентября дивизии Джексона начали марш: первой выступила прежняя дивизия Джексона под временным командованием Уильяма Старка, за ней дивизия Юэлла под командованием Лоутона и затем дивизия Э. П. Хилла, которой командовал Брэнч. Дивизии прошли насквозь Фредерик, при этом офицеры спрашивали у местных жителей карту Чамберсберга, чтобы те подумали, что армия идёт на север. Примерно в миле перед армией шёл кавалерийский отряд лейтенанта Пейна, который следил, чтобы никто не передавал вперёд известия о наступлении колонны. В Миддлтауне на дорогу выбежали девочки с красно-бело-голубыми лентами в волосах и стали размахивать федеральными флажками едва ли не перед самым лицом Джексона. Тот улыбнулся и сказал штабным офицерам, что они едва ли найдут друзей в этом городе. Пройдя Миддлтаун, колонна прошла Южные Горы по ущелью Тёрнера и встала лагерем восточнее Бунсборо.

наступление Джексона на Харперс-Ферри.

11 сентября дивизии Джексона перешли Потомак у Уильямспорта и вступили в Вирджинию. Генерал Эмброуз Хилл в это время находился при обозах своей дивизии, не имея копий приказов и не зная, куда идёт армия. Когда армия перешла Потомак, он почувствовал, что приближается сражение, и через Кида Дугласа попросил Джексона временно отменить его отставку и вернуть ему командование дивизией. Когда же сражения закончатся, он был готов вернуться обратно под арест. Джексон выслушал это предложение и согласился на него без комментариев. Брэнчу было приказано сдать командование Хиллу и передать ему всю информацию о наступлении армии. 12 сентября колонна Джексона вступила в Мартинсберг, но федеральный гарнизон к этому моменту уже ушёл в Харперс-Ферри. На следующее утро, около 10:00, колонна приблизилась к Боливарским высотам у Харперс-Ферри, где заняла оборону федеральная армия.
10 сентября так же начали марш дивизии Маклоуза и Андерсона. К вечеру они встали лагерем перед Южными горами, а утром 11 сентября перешли горы по Браунсвиллскому ущелью, вошли в долину Плезант-Велли и встали лагерем у Браунсвилла. Отсюда утром 12 сентября они начали подниматься на Мэрилендские высоты.
В тот же день 10 сентября на запад выступили дивизии Лонгстрита и Дэниеля Хилла. Согласно плану, они должны были встать в Бунсборо, но пришли известия о том, что федеральный отряд идёт из Пенсильвании к Хагерстауну, а поскольку в этом городе могли быть большие запасы продовольствия, то Ли отправил дивизию Лонгстрита для захвата Хагерстауна.
13 сентября дивизии Лонгстрита пришли в Хагерстаун, предполагая продолжать движение далее на север. В Хагерстауне к южанам относились существенно лучше: «Горожане Хагерстауна резко отличались от жителей Фредерика, они не только открыто выражали симпатию Делу Юга, но открыли двери своих гостеприимных домов, заполнили дома солдатами, кормили голодных, одевали раздетых, насколько позволяли их возможности. Я видел, как один горожанин снял с ног башмаки, прямо на улице, и отдал их босому, хромающему солдату».

### Наступление Макклеллана

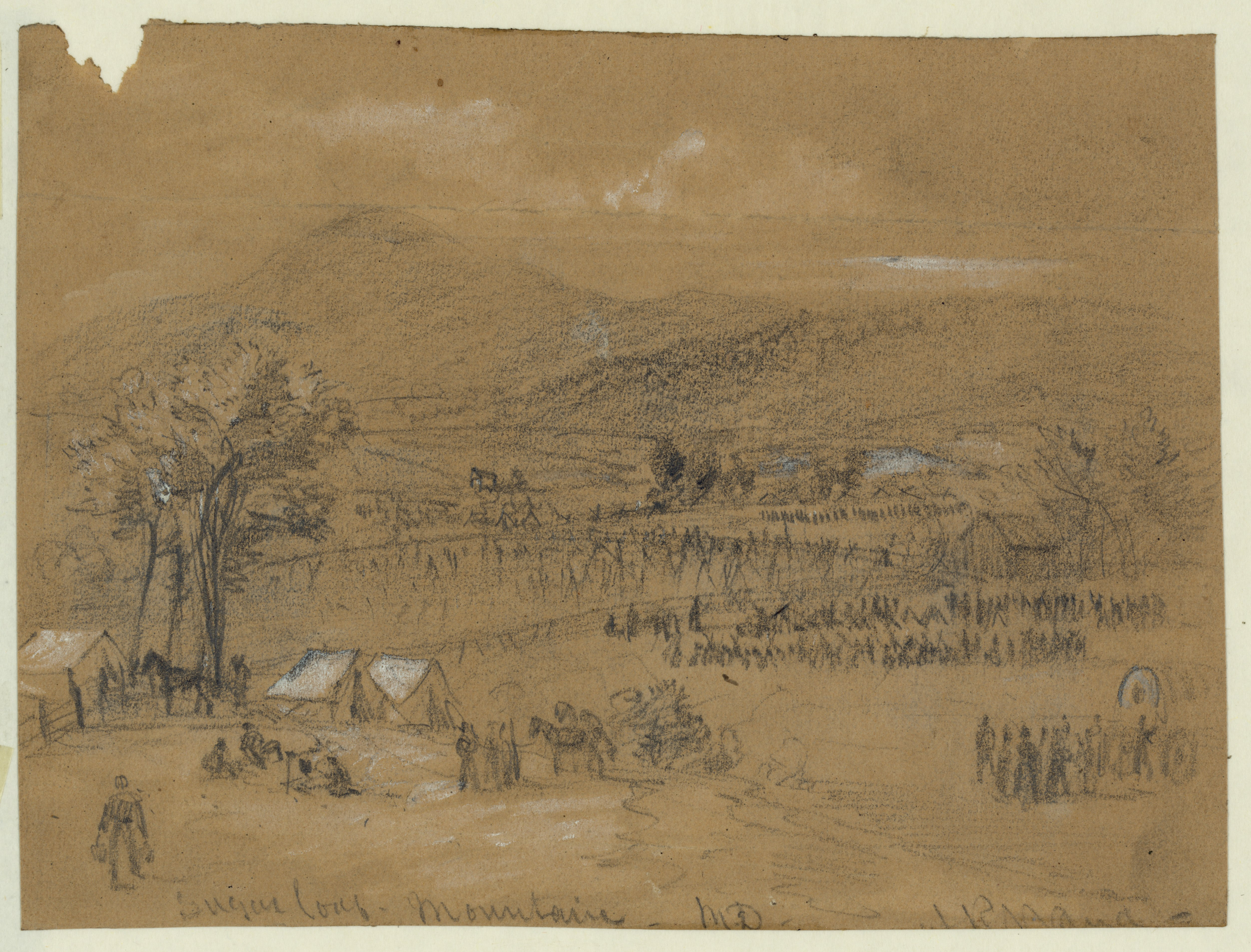
Шугалоаф-Маунтин в 1862 году, рисунок Альфреда Уода.

9 сентября Потомакская армия продолжала наступать на запад, при этом с момента выхода из Вашингтона она несла большие потери из-за дезертиров. Проблема была так серьёзна, что в этот день Макклеллан издал специальные приказы о пресечении дезертирства. Утром 10 сентября армии было приказано выйти на линию хребта Парр-Ридж. Корпуса начали марш, но наступление было внезапно остановлено, потому что Макклеллан решил провести дополнительную рекогносцировку и убедиться, что южане ещё во Фредерике, а не наступают на Вашингтон или Балтимор. Кавалерии было приказано захватить высоту Шугалоаф-Маунтин, которая была удобна как наблюдательный пункт. Высоту обороняли два полка бригады Манфорда: 2-й Вирджинский и 12-й Вирджинский кавалерийские полки, всего около 500 человек. Утром 10 сентября 6-й кавалерийский полк атаковал позиции Манфорда, но был отбит. Макклеллан велел корпусу Франклина помочь кавалерии, но по какой-то причине этот приказ не был выполнен. Если бы федералы захватили высоту в тот день они наверняка увидели бы колонны южан, идущие к Бунсборо и Харперс-Ферри.
Поскольку Макклеллан не смог захватить Шугалоаф-Маунтин 10-го, то его наступление 11 сентября было медленным и осторожным. II корпус занял Кларксберг, IX корпус занял Риджвилл, а кавбригада Фарнсворта днём отбросила Манфорда от Шугалоаф. В тот же день стало известно, что южане покинули Фредерик, и Макклеллан приказал начать быстрое наступление I и IX корпусам через Нью-Маркет на Фредерик. В тот же день он предложил Халлеку сдать Харперс-Ферри и присоединить его гарнизон к армии, но Халлек не дал на это согласия.
Утром 12 сентября IX корпус выступил из Нью-Маркета и подошёл к мосту через реку Монокаси, который удерживали два эскадрона бригады Хэмптона. Дивизии Кокса было приказано захватить мост. Огайская бригада Огастуса Мура первой перешла мост, но это наступление показалось слишком нерешительным одному из офицеров из штаба корпуса, который выразил своё недовольство Муру. Раздражённый Мур лично отправился впереди бригады и подошёл к окраине Фредерика. Это заметил Хэмптон, который приказал эскадрону Мейгана атаковать Мура. В ходе короткой стычки Мур попал в плен. После этого Хэмптон отступил к Миддлбергу, оставив один полк и два орудия прикрывать перевал в Катоктинских горах.
Когда Хэмптон покидал Фредерик, в город с другой стороны входила дивизия Кокса. Пройдя его насквозь под приветствия горожан, она встала на окраине Фредерика. В это время дивизия Рейнольдса вышла к мосту через Монокаси, дивизия Хэтча вышла к Нью-Маркету, а дивизия Рикеттса к Риджвиллу. На левом фланге кавбригада Фарнсворта наступала от Шугалоаф на Урбану и Фредерик, оттесняя кавалерию Манфорда. На правом фланге кавалерийская бригада отправилась в Геттисберг, откуда поступили донесения от появлении кавалерии южан. В 17:30 Макклеллан сообщил Халлеку, что намерен преследовать южан, если те идут на Пенсильванию, но если они пытаются вернуться в Вирджинию, то он намерен отрезать им пути отхода. В 17:45 Линкольн сообщил ему, что по его данным, Джексон ушёл за Потомак и, вероятно, вся армия противника собирается покинуть Мэриленд. Он просил не дать противнику уйти невредимым.
Утром 13 сентября федеральная кавалерия выступила из Фредерика на запад и попала под обстрел противника на перевале Катоктинских гор. 3-й Индианский и 8-й Иллинойсский кавалерийские полки спешились и пошли на штурм позиции южан. В это время Джеб Стюарт не уделял много внимания обороне: он полагал, что Харперс-Ферри уже взят, или же падёт в любой момент, поэтому не считал нужным серьёзно оборонять Катоктинские горы. Утром 13 сентября он узнал, что Харперс-Ферри ещё держится, и важно затормозить наступление Макклеллана, поэтому приказал Хэмптону вернуться к перевалам и усилить оборону. Но в 14:00 федеральная артиллерия заняла выгодную позицию и выбила противника с перевала. Хэмптон отступил к Миддлбергу и занял позицию восточнее городка. Южане держались тут некоторое время, потом отступили за Миддлтаун и заняли позицию на реке Катоктин-Крик. Здесь полковник Бэйкер успел взорвать мост через реку и отступил к перевалам Южных гор. Федеральная кавалерия преследовала Бэйкера некоторое время, но не решилась штурмовать Южные горы.
Пока кавалерия теснила пикеты Стюарта, федеральная пехота постепенно наступала на запад: IX корпус подошёл к Миддлтауну, а II и XII корпуса вошли во Фредерик. Это наступление показалось Халлеку слишком быстрым и он сообщил Макклеллану, что тот слишком мало внимания уделяет обороне Вашингтона. Ему казалось, что противник выманивает Макклеллана подальше на запад, а сам готовит обходной манёвр на столицу.

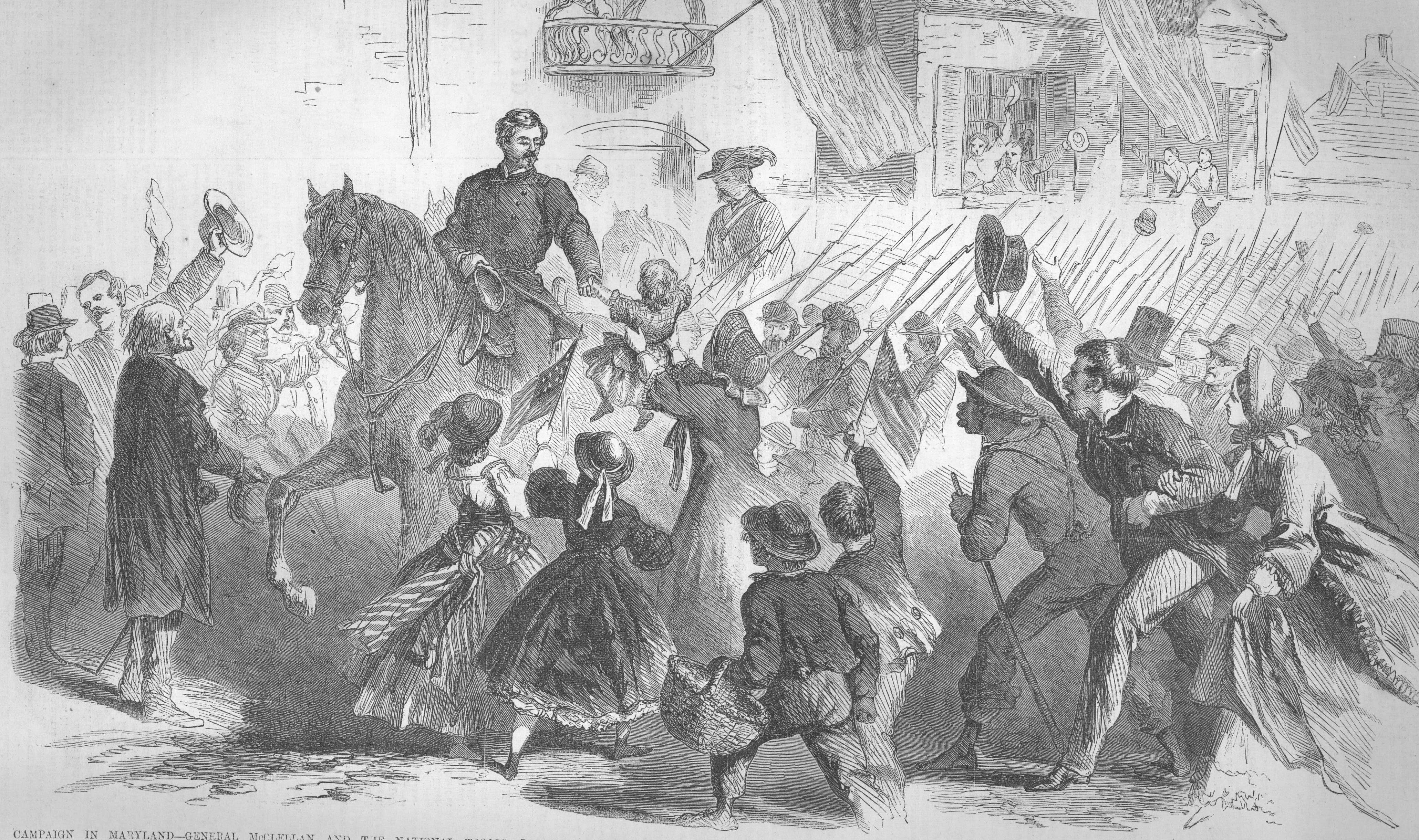
Макклеллан во Фредерике

12 сентября около 17:00 Макклеллан получил сигнальное сообщение о взятии Фредерика. Он решил, что теперь Ли вынужден будет свернуть кампанию и отступить за Потомак через Уильямспорт. Утром 13 сентября он проснулся рано и в 09:00 прибыл во Фредерик, где его восторженно встретило местное население. «Приём во Фредерике был великолепен, — вспоминал он, — Мужчины, женщины и дети толпились вокруг нас, рыдали, кричали и молились. Они обнимали шею старого Дэна и едва не задушили коня, украшая его флагами. Все дома были украшены флагами и везде можно было видеть сцену всеобщей радости. Экспедиция сецессионистов потерпела полный провал в этом месте; они не дождались рекрутов или каких-либо предложений».
XII корпус генерала Альфеуса Уильямса подошёл к Фредерику утром 13 сентября, но пехотные колонны перекрыли ему дорогу и он остановил корпус на лугах за городом. Здесь сержант 27-го Индианского полка нашёл в траве бумагу, которая оказалась копией «Специального приказа № 191». Он передал её капитану, который вручил бумагу полковнику Сайласу Колгроуву. Тот отправился с бумагой в штаб корпуса, где показал её адъютанту Самуэлю Питтману, который узнал подпись Чилтона, начальника штаба генерала Ли. Генерал Уильямс приказал немедленно доставить документ Макклеллану. Уже в 12:00 Макклеллан сообщил в Вашингтон, что в его руках находятся все планы его противника и теперь он уверен в успехе, если эти планы не изменятся. В 15:00 копия приказа была передана генералу Плезонтону, которому было поручено проверить, действительно ли южане действуют согласно этому приказу. Макклеллан сомневался в истинности приказа, подозревая, что это попытка ввести его в заблуждение. Он колебался примерно с полудня до шести часов вечера.
Знание всех планов и расположение частей противника открывало перед Макклелланом две возможности: он мог атаковать дивизию Маклоуза, разбить её, и тем самым деблокировать Харперс-Ферри, позволив гарнизону города присоединиться к его армии; с другой стороны, две дивизии Северовирджинской армии (14 бригад из сорока) и все её обозы находились севернее реки Потомак под Бунсборо без возможности присоединиться к основной армии, и Макклеллан мог атаковать и разбить эти дивизии, уничтожив все обозы. Полковник Уильям Аллан полагал, что вторая задача была гораздо важнее первой. В итоге Макклеллан решил наступать на Харперс-Ферри силами VI корпуса, а IX корпус направить прямо на Бунсборо. Сам Макклеллан писал, что атака на Бунсборо нужна была только для отвлечения внимания противника от направления на Харперс-Ферри. Эзра Карман писал, что план наступления был хорош и если бы выполнялся способным генералом с грамотными подчинёнными, то несомненно дал бы хорошие результаты.

### Реакция генерала Ли
Поздно вечером 13 сентября генерал Ли получил сообщения от Стюарта о выдвижении Потомакской армии к Южным горам. Он вызвал к себе Лонгстрита, объяснил ему ситуацию и спросил его мнения. Лонгстрит сказал, что уже слишком поздно возвращаться к перевалам Южных гор, и логичнее отойти к Шарпсбергу, чтобы оказаться на фланге Потомакской армии если она направится к Харперс-Ферри. Но Ли не хотел рисковать дивизией Маклоуза и решил встретить противника на перевалах. «Даже в этот критический момент, — писал Лонгстрит, — вся армия была убеждена, что Макклеллан не способен серьёзно воевать». Ли предупредил о наступлении противника Джексона и просил его усилить нажим на Харперс-Ферри. Хиллу было приказано убедиться, что перевалы гор хорошо защищены, а Лонгстриту было приказано с утра выступить на усиление Хилла. Стюарту было поручено информировать Маклоуза о перемещениях противника, а сам Ли в 22:00 написал Маклоузу, что надо быстрее брать Харперс-Ферри, после чего отступать к Шарпсбергу. Утром 14 сентября Ли перенёс штаб в Бунсборо и снова написал Маклоузу письмо, повторив просьбу относительно взятия Харперс-Ферри.
Дивизия генерала Дэниеля Хилла стояла в Бунсборо для предотвращения прорыва федерального гарнизона Харперс-Ферри на север и, в качестве вторичной задачи, для прикрытия перевалов Южных гор. Хилл сконцентрировался на выполнении первой задачи, полагая, что перевалы надёжно прикроет Стюарт. За те три дня, что он пробыл в Бунсборо он ни разу не посетил Южные горы. Узнав от Стюарта, что его кавалерия отброшена к Южным горам, он лишь отправил ему на помощь бригаду Колкитта. Бригада Гарланда была придвинута ближе к горам для усиления Колкитта, если потребуется. Колкитт прибыл к ущелью Тёрнера на закате и в темноте увидел множество лагерных костров вдалеке. Он сообщил Хиллу, что этих костров подозрительно много. В полночь пришло предупреждение от генерала Ли. Только теперь Хилл узнал, что Южные горы предполагается всерьёз оборонять, но он был совершенно незнаком с местностью. Утром он отправился к перевалам. В этот день ему впервые предстояло независимо командовать дивизией на поле боя, но он до сих пор не осознал опасность ситуации и всё ещё держал три свои бригады в Бунсборо.

### Сражение у Южной горы
Утром 14 сентября на подступах к перевалам Южных гор стояла кавалерийская дивизия Альфреда Плезонтона. Утром к ней на усиление подошла пехотная бригада Элиакима Скэммона из дивизии Кокса. Плезонтон сказал Коксу, что позиция южан в ущелье Тёрнера очень сильна, поэтому разумнее обойти её с юга, через ущелье Фокса. Кокс отправил к ущелью бригаду Скэммона, а за ней бригаду Крука. В 09:00 бригада Скэммона встретилась в ущелье с бригадой Самуэля Гарланда и завязалась перестрелка. Бой шёл с 09:00 до полудня, и в итоге бригада Гарланда была разбита, а сам он погиб. Кокс захватил ущелье, но он не знал силы противника перед своим фронтом, поэтому не решился продолжать наступление, а стал ждать дивизию Уилкокса. Южане получили примерно два часа времени на то, чтобы спасти положение.
Дэниелю Хиллу нечем было отразить наступление в ущелье Фокса, но в 14:00 в Южные горы пришли пехотные бригады Дж. Б. Андерсона, Роудса и Рипли. Хилл отправил Роудса на помощь Колкитту, а Андерсона и Рипли послал к ущелью Фокса. Чуть позже появились бригады Дрейтона и Дж. Т. Андерсона из группировки Лонгстрита, и их тоже послали в ущелье Фокса. Хилл передал все дивизии в ущелье генералу Рипли и приказал атаковать федералов и выбить их из ущелья, но Рипли не справился с заданием и его бригады действовали разрознено. Бригада Дрейтона вступила в бой в одиночку и была разбита. Бригада Дж. Б. Андерсона атаковала батарею противника, но была отбита с большими потерями. Остальные бригады даже не смогли выйти на позицию, и сам Рипли потерял связь с бригадами.
Последними в ущелье пришли две бригады под командованием генерала Джона Худа, с которого генерал Ли снял арест. Худ оттеснил противника к перевалу, занял позицию к северу от перевала, и там сражение прекратилось из-за темноты. Во время этой атаки на позиции федеральной армии погиб командир IX корпуса, генерал Джессе Рено.
Позиции южан в ущелье Тёрнера обороняла алабамская бригада Роберта Роудса. Его позиции были атакованы силами I корпуса генерала Хукера: дивизиями Мида, Хэтча и Рикеттса. Фронт федеральной линии был длиннее фронта бригады Роудса, и северяне сразу стали выходить ему во фланг. Роудс стал отступать вверх по склону, отводя свой правый фланг, при этом неся большие потери. Только полк полковника Джона Гордона до конца сохранял боеспособность. Роудс запрашивал подкреплений, но, по его словам, они так и не пришли.
Макклеллан получил шанс разбить армию противника по частям. Однако он промедлил весь день 15 сентября, что позволило Джексону завершить захват Хаперс-Ферри, а отрядам Ли — сконцентрироваться под Шарпсбергом. В мемуарах Макклеллан частично объясняет задержку тем, что корпус Бернсайда остался стоять на месте (ввиду усталости людей), чем помешал наступлению других частей армии.

### Сражение за ущелье Крэмптона
12 сентября бригады Маклоуза выступили из лагеря под Браунсвиллом. Бригады Кершоу и Барксдейла отправились на Мэрилендские высоты, а остальные восемь бригад разместились в Плезант-Велли так, чтобы блокировать дороги из Харперс-Ферри и одновременно прикрывать восточное направление. К утру 14 сентября Маклоуз захватил Мэрилендские высоты, и уже в 14:00 открыл огонь по Харперс-Ферри. В то же время Полу Семсу было приказано взять свою бригаду и бригаду Махоуна у встать перед ущельем Браунсвилл-Гэп. Утром 14 сентября Семс обнаружил, что в 2 — 3 километрах к северу от ущелья находится ещё один проход, известный как Ущелье Крэмптона. Семс отправил туда артиллерийскую батарею и три полка бригады Махоуна, которые возглавил полковник Уильям Пархам. В то же утро к ущелью Крэмптона прибыл Джеб Стюарт, который оставил при пехоте кавалерийскую бригаду Манфорда, и сообщил Маклоузу, что этого может быть недостаточно. Маклоуз приказал генералу Хоуэллу Коббу отправиться с его бригадой в Браунсвилл и возглавить оборону ущелья. В 14:00 Стюарт заверил Маклоуза, что ущелью Крэмптона угрожает разве что одна пехотная бригада противника. Около ущелья Маклоуз держал три бригады, поэтому он решил, что беспокоиться не о чем.
Утром 14 сентября корпус Франклина подошёл к Бёркиттсвиллу. Франклину показалось, что позиция противника в ущелье весьма сильна, и он направил к ней дивизию Генри Слокама. Около полудня федералы выбили противника из Бёркитсвилла и подошли к каменной стене, где заняли оборону кавалеристы Манфорда и пехотинцы Пархама. В 15:00 дивизия Слокама втянулась в бой с южанами. В 16:00 бригада Кобба пришла в Браунсвилл, простоял там час, и только затем отправился к ущелью. В это время позиция Пархама была атакована с фронта и флангов, и люди Пархама начали отходить к перевалу. Кобб пытался занять позицию на перевале, но так же попал под удар с флангов и отступил с большими потерями.
«Что ж, генерал, — сказал Стюарту Маклоуз, — теперь мы в ловушке. Как мы отсюда выберемся?». Стюарт предложил отбить ущелье, но Маклоуз счёл это нецелесообразным, и решил организовать оборонительный рубеж, чтобы не дать противнику наступать на юг по Плезант-Велли к Харперс-Ферри. Маклоуз отозвал бригады Кершоу и Барксдейла с Мэрилендских высот и построил их в долине вместе с остатками бригад Кобба, Махоуна и Семса. Он так же вызвал бригаду Уилкокса.
Франклин по какой-то причине он не стал развивать свой успех. В 17:20 он написал Макклеллану, что весь последний час вёл тяжёлые бои. Он запрашивал приказов, а сам в это время остановил свою армию в ущелье и вернулся в свой штаб под Бёркиттсвиллом. Утром 15 сентября Франклин изучил новую позицию полков Маклоуза и она показалась ему слишком сильной. Дважды (8:50 и 11:00) он писал Макклеллану, запрашивая подкреплений, и утверждая, что противник вдвое превосходит его по численности, хотя в реальности всё было наоборот.
Узнав о прорыве федералов в ущелье Крэмптона Ли пришёл к выводу, что пора сворачивать Мэрилендскую кампанию и отступать в Вирджинию. В 20:00 он приказал Маклоузу оставить позицию под Харперс-Ферри и отступить за Потомак. Он писал, что остальная армия так же отступит через Шарпсберг в Вирджинию.
Впоследствии генерала Франклина осуждали за то, что он не атаковал Маклоуза утром 15 сентября. Он не смог бы спасти Харперс-Ферри, но хотя бы имел шансы разбить Маклоуза. Сам Франклин писал, что не хотел отрываться от основной армии, учитывая тот факт, что дивизии Джексона могли подойти на помощь Маклоузу. Историк Джон Роупс полагал, что Франклин опасался именно наступления Джексона на север от Харперс-Ферри. Генри Халлек регулярно предупреждал Макклеллана, что Джексон может перейти Потомак около Харперс-Ферри, атаковать его левый фланг и отрезать Потомакскую армию от Вашингтона. Джексон действительно рассматривал такую возможность, но у него был прямой приказ идти 15 сентября к Шарпсбергу. Генерал Маклоуз впоследствии писал, что если бы Джексон перешёл Потомак и занял позицию на Мэрилендских высотах и в Плезант-Велли, то Ли мог бы присоединиться к нему, и эта позиция была бы более выгодна, чем шарпсбергская, и бой мог бы быть принят на более выгодных услвоиях.

### Сражение при Харперс-Ферри

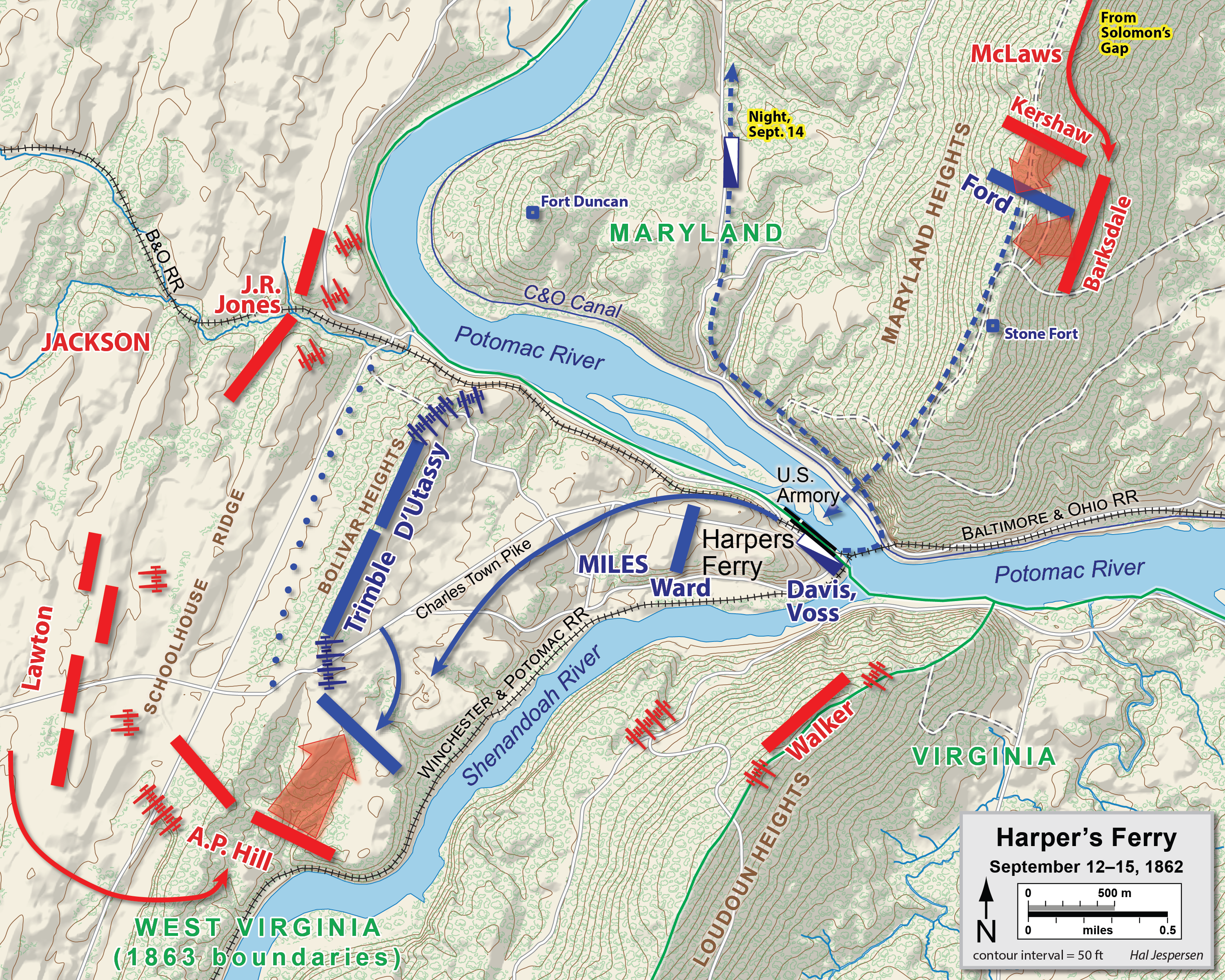
Сражение при Харперс-Ферри, 12 — 15 сентября

С марта 1862 года в городе Харперс-Ферри стоял федеральный отряд под командованием полковника Диксона Майлза. Генерал Вул поручил ему оборонять город и прилегающие участки дороги Балтимор-Огайо. Вул не верил в способности Майлза, но он не смог найти другого офицера регулярной армии для этой должности. Основные силы Майлза располагались в Харперс-Ферри, а в Уинчестере с июля стояла бригада генерала Джулиуса Уайта. В сентябре у Майлза была почти неделя на укрепление высот около города, но он не предпринял никаких усилий в этом направлении.
Генерал Макклеллан считал, что гарнизон Харперс-Ферри не сможет удержать город, и его лучше присоединить к основной армии, или хотя бы отвести на Мэрилендские высоты, где он сможет продержаться до подхода армии. Это мнение было передано Генри Халлеку, но тот счёл его полностью ошибочным и распорядился оставить гарнизон на месте. Майлз получил приказ удерживать Харперс-Ферри любой ценой
Первым к городу подошёл отряд генерала Маклоуза. 12 сентября бригады Кершоу и Барксдейла поднялись на Мэрилендские высоты и приблизились к укреплениям противника. Утром 13 сентября 7-й Южнокаролинский полк полковника Дэвида Эйкена начал штурм укреплений с фронта, а миссисипская бригада Барксдейла обошла позиции северян с фланга. Во время этой перестрелки был ранен полковник Элиаким Шеррилл. Лишившись управления, северяне запаниковали и стали отходить к городу. К 16:00 Мэрилендские высоты были взяты.
12 сентября колонна Джексона вошла в Мартинсберг, заставив отряд Джулиуса Уайта отойти в Харперс-Ферри. В 10:00 13 сентября авангард Джексона подошёл к Боливарским высотам у Харперс-Ферри. Джексон попытался наладить связь с Маклоузом и Уокером, но не смог. Днём была слышна стрельба на Мэрилендских высотах, но на сигналы всё ещё не было ответа. Джексон решил ждать до утра, и одновременно отправил курьеров для выявления положения Маклоуза и Уокера. Ночью курьеры нашли того и другого, но было неизвестно, когда Маклоуз сможет поднять орудия на Мэрилендские высоты. Утром 14 сентября генерал Уокер был готов открыть огонь по городу с Лоудонских высот. В это время уже началось сражение у Южной Горы, и Уокер слышал канонаду. Не дождавшись разрешения, он в 13:00 начал бомбардировку. Этот обстрел помог дивизии Э. Хилла приблизиться к позициям противника.
В 20:15 Джексон сообщил генералу Ли, что наступление идёт успешно и он надеется на успех на следующий день. Это сообщение заставило генерала Ли в очередной раз поменять все свои планы. Он отменил приказ об отступлении за Потомак и приказал всем дивизиям сконцентрироваться около Шарпсберга.
Утром 15 сентября, как только рассвело, все орудия Джексона открыли огонь по Харперс-Ферри. Бомбардировка длилась около часа, и федеральные орудия всё это время вели ответный огонь, но вскоре у них стали заканчиваться боеприпасы. Генерал Уайт писал, что когда снаряды для дальнобойных орудий подошли к концу, капитуляция стала только вопросом времени, а продолжение обороны стало бессмысленной тратой жизней. В 08:30 полковник Майлз собрал на совет офицеров и предложил сдаться. Пока была слышна канонада в Южных горах, у гарнизона была надежда на спасение, но 15 сентября канонада затихла, и надежда на снятие блокады угасла. На Боливарских высотах был поднят белый флаг. На высоте Кэмп-Хилл федеральный флаг был спущен немного позже, из-за чего южане сделали по холму несколько выстрелов. Одним из них был смертельно ранен полковник Майлз.

### Отступление Ли к Шарпсбергу
Первой начала отступление от Южных гор дивизия Дэниеля Хилла. В 22:00 бригада Колкитта была сменена 2-м Южнокаролинским полком бригады Дженкинса, соединилась с бригадой Роудса и, под общим командованием Роудса ушла в Бунсборо, а в 01:00 15 сентября пришла в Кидисвилл, откуда через час была отправлена приказом Лонгстрита в Шарпсберг. Перед рассветом обе бригады заняли высоту южнее Шарпсберга и стали готовить себе еду. Бригады Гарланда, Рипли и Дж. Б. Андерсона шли следом. Они перешли реку Энтитем на восходе и заняли позицию у Шарпсберга. Хилл прибыл вместе с ними. Он развернул свою бригаду слева от дороги Шарпсберг-Бунсборо, вернув сюда в линию бригады Роудса и Колкитта. Три бригады встали фронтом на восток, две — фронтом на север.
За дивизией Хилла пришли артиллерийские и санитарные обозы, и их оставили рядом с переправой через Потомак, чтобы они были готовы к переправе в любой момент: Ли ещё не решил, стоит ли давать бой под Шарпсбергом. Дивизия Лонгстрита прикрывала отступление обозов, поэтому начала марш только в полночь и даже немного позже. Бригады Дрейтона, Кемпера и Гарнетта начали марш первыми, и он дался им тяжело, потому что они уже прошли большое расстояние днём. Джон Худ остался в горах командовать арьергардом из двух своих бригад, бригады Эванса и Дж. Т. Андерсона. Он покинул горы только в час ночи и рассвет застал его в Кидисвилле. Последней в горах осталась бригада Дженкинса, которая начала марш только в 04:00.
В 23:15 генерал Ли написал Маклоузу, что намерен сконцентрировать армию в Кидисвилле, чтобы прикрыть отступление дивизий Маклоуза и Андерсона, поле чего он покинул штаб и сам отправился в Кидисвилл. Так как 2 сентября он получил травму рук, то ещё не мог ехать в седле и перемещался в санитарной повозке. Он прибыл в Кидисвилл перед рассветом. От Маклоуза не поступало известий, поэтому он отправил ему второе письмо. Как только оно ушло, пришло сообщение от Манфорда, который писал, что Маклоуз не сможет пройти вверх по долине Плезант-Велли к Кидисвиллу. Это означало, что Маклоуз пойдёт другим путём, и его удобнее будет встречать у Шарпсберга. Шарпсбергская позиция так же была более удобна для обороны. Но что бы ввести в заблуждение противника он остался в Кидисвилле до 8 часов утра. «В тот момент, когда взошло солнце генерал Ли, несомненно, был в большой тревоге, — писал Эзра Карман, — он не получил известий от Маклоуза и Джексона, ничего не знал о том, как обстоят их дела, как и когда они к нему присоединятся».

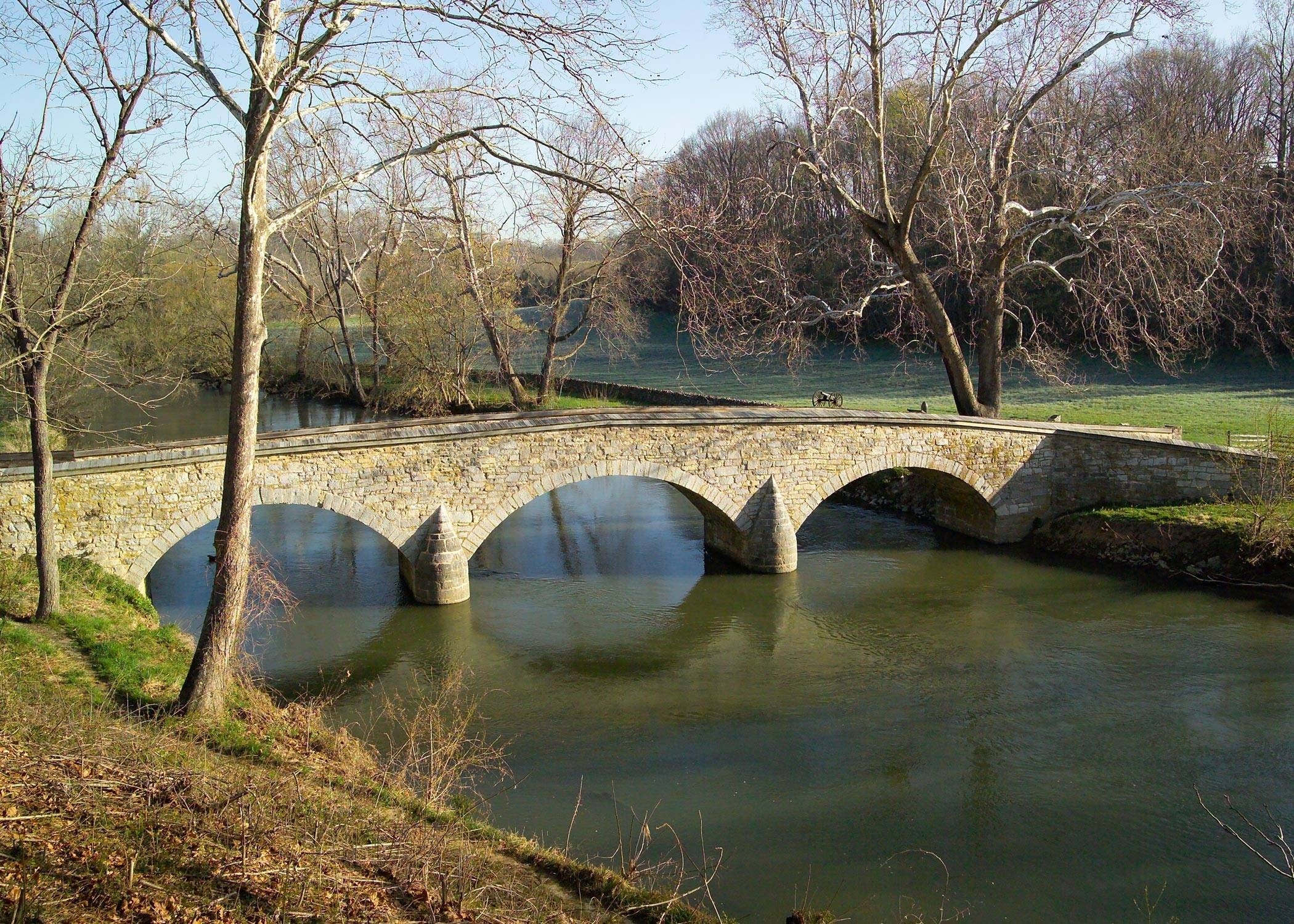
Рорбахский мост через Энтитем

В Кидисвилле Ли вскоре получил донесение от Джексона, написанное 14 сентября в 20:15: Джексон писал, что надеется взять Харперс-Ферри утром 15 числа. Ли сразу отправился в Шарпсберг и разместил штаб на высоте Семетери-Хилл, где в 09:30 к нему присоединился Лонгстрит. Через полчаса подошла дивизия Джона Джонса, и Лонгстрит поместил её правее дороги на Бунсборо и правее дивизии Хилла, при этом два полка бригады Тумбса были выдвинуты к самой реке Энтитем и заняли позицию у Рорбахского моста: это было необходимо, чтобы прикрыть мост на случай, если Маклоуз будет идти от Мэрилендских высот к Шарпсбергу через Рорбахский мост.
Днём пришло донесение о взятии Джексоном Харперс-Ферри; Лонгстрит писал, что оно пришло в полдень.
Худ с четырьмя бригадами перешёл Энтитем после 11:00 и в 12:00 занял позицию на Семетери-Хилл. Вся его артиллерия была развёрнута так, что б прикрывать подступы к Рорбахскому мосту. Последними на позицию пришли кавалерийские полки Россера, Манфорда, и батарея Пелхама. Россер покинул горы на рассвете и не спеша (так как его не преследовали) проследовал к Кидисвиллу, подгоняя тех, кто отбился от своих частей и регулярно отправляя генералу Ли донесения о наступлении противника. За Россером шла федеральная дивизия Ричардсона, которую он вынуждал время от времени разворачиваться в боевую линию и тем замедлял её наступление. Он перешёл Энтитем в полдень и сразу разослал пикеты во всех направлениях, так как его полк оказался единственным кавалерийским подразделением на поле боя. Два кавалерийских полка Манфорда подошли с юга, перешли Энтитем по Рорбахскому мосту и развернулись для прикрытия южного направления. К середине дня все подразделения успешно отступили за Энтитем, не понеся существенных потерь, и только кавалерийская бригада Фицхью Ли понесла урон в столкновении с кавалерией Плезонтона в Бунсборо.
Федеральная армия начала наступление на рассвете. Дивизия Ричардсона перешла Южные горы по ущелью Тёрнера и подошла к Бунсборо, где попала под огонь пикетов Фицхью Ли и батареи Пелхама. Кавалерия Плезонтона отбросила пикеты Ли, и Ричардсон прошёл через Бунсборо и Кидисвилл к высотам у реки Энтитем. В 08:00 Макклеллан приказал корпусу Бернсайда наступать параллельно Ричардсону, а в 08:45 корпусу Самнера было приказано идти следом. В 15:00 Самнер и Хукер пришли в Кедисвилл, где из-за заторов на дороге остановились до ночи. Хукер лично прибыл на позицию Ричардсона, но ему показалось, что армия противника за рекой насчитывает 30 000 человек и атаковать эту позицию сходу опасно. В это время корпус генерала Портера подошёл к ущелью Фокса, где выяснилось, что Бернсайд ещё не начал марш. Портер обогнал Бернсайда и к вечеру присоединился к дивизии Ричардсона, заняв позицию слева. Бернсайд подошёл в конце дня, встав ещё левее корпуса Портера.

Прай-Хаус, штаб Макклеллана под Кидисвиллом.

Макклеллан в полдень покинул штаб в Боливаре, перешёл горы по ущелью Фокса, посетил место гибели генерала Джессе Рено, потом приехал в ущелье Тёрнера, поговорил с ранеными и отправился в Бунсборо. Оттуда он отправил телеграмму генералу Скотту, пробыл в городе некоторое время и только в 17:00 отправился дальше. Прибыл в Кидисвилл он разместил там штаб и встретился с корпусными командирами. Он выяснил, что на позиции стоят только дивизии Ричардсона и Сайкса, а остальные части ещё на марше, а противник занимает сильную позицию и поэтому атаковать его сходу не следует.
Военный историк Фрэнсис Пэлфрей в 1882 году писал, что Макклеллан знал о капитуляции Харперс-Ферри, и точно знал, что под Харперс-Ферри стоят три дивизии Джексона, а также дивизии Андерсона и Маклоуза. Он должен был знать, что у Шарпсберга стоят всего две дивизии, и их можно уничтожить решительной атакой. Как минимум, Макклеллан мог сблизиться с противником и выявить ширину его фронта. Но Макклеллан упустил момент и тем сам не вошёл в число знаменитых генералов. Это мнение приводит Эзра Карман, хотя редактор (Томас Клеменс) обращает внимание, что Макклеллан знал стратегическую ситуацию гораздо хуже, чем Пэлфрей в его время. Генерал Ховард впоследствии писал, что армия находилась в плохом физическом и моральном состоянии после разгрома под Манассасом и падения Харперс-Ферри, и её невозможно было эффективно ввести в бой 15 сентября. Сам Макклеллан писал, что его армия наступала только для того, что б сорвать планы Ли по вторжению в Мериленд, и поскольку цель эта была достигнута, то уже не было необходимости атаковать Ли, а гораздо важнее было завершить работу по наведению порядка в армии.

### Выбор поля боя
Утром 15 сентября, когда Ли занимал позицию под Шарпсбергом, он предполагал дождаться там Маклоуза, но не планировал принимать бой. Когда в полдень пришли новости о капитуляции Харперс-Ферри и приближении Джексона, Ли изменил свои планы и отменил отступление в Вирджинию. С этим решением был не согласен генерал Лонгстрит. За два дня до этого он считал неправильным принимать бой в Южных горах и предлагал отступить к Шарпсбергу, но после взятия Харперс-Ферри он решил, что лучше всего отвести армию за Потомак. Впоследствии он писал, что шарпсбергская позиция была хороша только в том случае, если южане удерживают Харперс-Ферри и могут оттуда наносить удары по тылам и коммуникациям федеральной армии. Моральный эффект от вторжения в Мэриленд, но его словам, был утрачен после неудачного сражения в Южных горах.
Отступая за Потомак Ли мог бы гарантировать себя от разгрома, но с другой стороны, престиж армии пострадал бы в случае отступления без боя. Вторжение в Мэриленд задумывалось, помимо прочего, для избавления Вирджинии от разорения войной, и Ли не хотел приносить войну обратно в Вирджинию. Отступление дало бы время Макклеллану реорганизовать армию, обучить новых рекрутов и хорошо подготовиться к новой кампании. По этой причине было разумно атаковать Потомакскую армию ещё до того, как она оправится от последствий Северовирджинской кампании. Отступление так же плохо повлияло бы на сторонников Юга на Севере и на международное общественное мнение. Эза Карман писал, что Ли был прижат к Потомаку и вынужден был или давать бой на неудобной позиции или отступать за Потомак, и только очень решительный командир мог принимать бой в таких обстоятельствах, но Ли был именно таким решительным командиром. Он верил в непобедимость своей армии и учитывал деморализацию армии противника.
Ли так же знал, что Джексон поддерживает его решение. В 1866 году он писал вдове Джексона, что когда тот прибыл на поле боя и выслушал аргументы Ли, то с энтузиазмом поддержал этот план. Он был согласен и с тем, что отступить за Потомак имело смысл, но всё же полагал, что не стоит покидать Мэриленд без боя.

### 16 сентября
Дивизиям Джексона, Уокера и Маклоуза было приказано как можно быстрее следовать к Шарпсбергу, но надо было сначала накормить людей, и это задержало их до ночи с 15 на 16 сентября. Бригада Лоутона выступила на закате 15 сентября, но остальные бригады и дивизия Уокера нагнали её только в час ночи 16 сентября. По воспоминаниям Уокера, только в 08:00 они с Джексоном перешли Потомак и направились к штабу генерала Ли. Джексон и Уокер привели к Шарпсбергу 10 300 человек. Ещё 15 600 уже стояли на позиции. Вместе армия насчитывала 25 900 человек. Оставалось дождаться подхода дивизий Андерсона, Маклоуза и Э. П. Хилла, но Ли, по воспоминаниям Уокера, был уверен, что они успеют подойти.

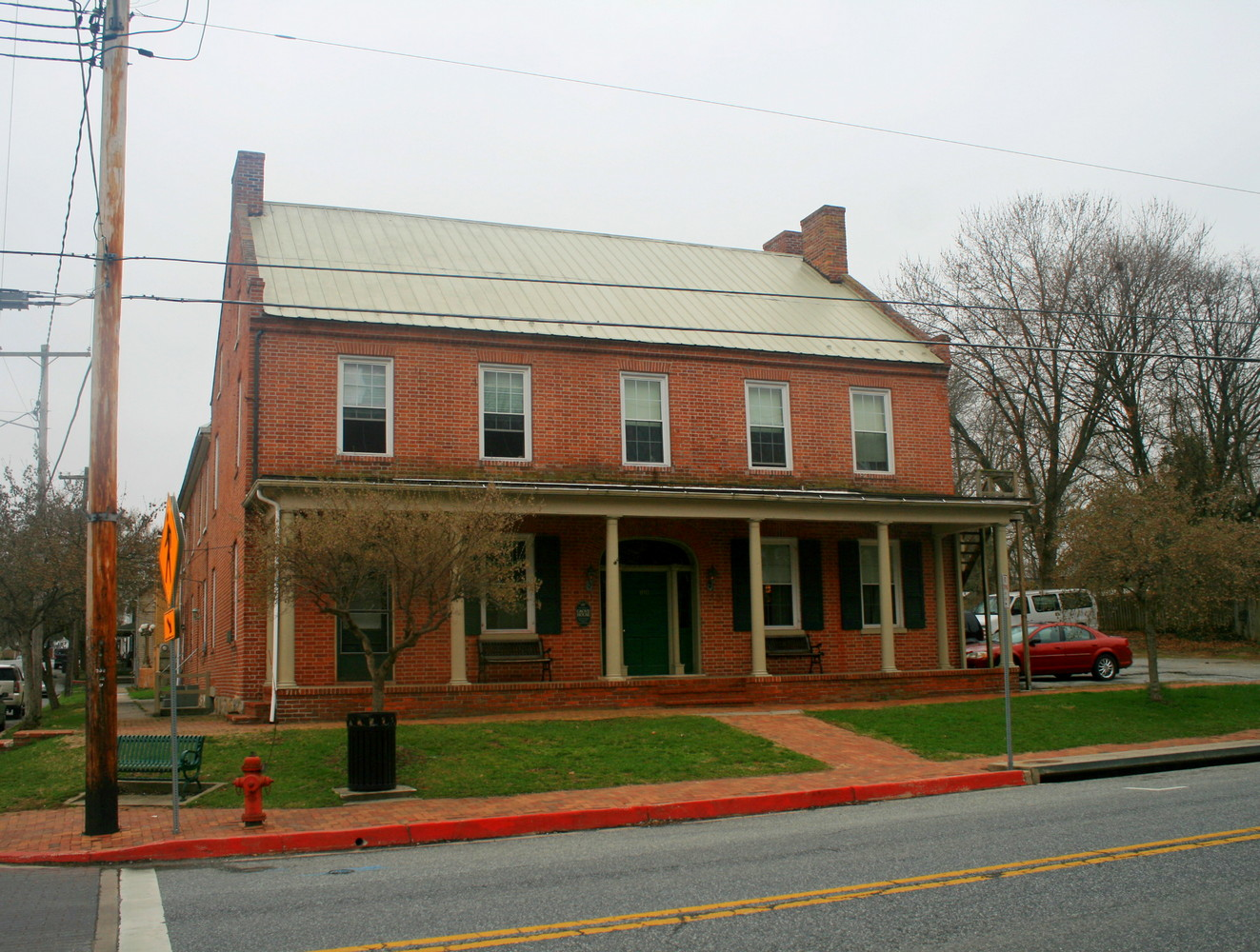
Штаб генерала Ли в Шарпсберге (дом Гроува)

Макклеллан не собирался начинать бой утром 16 сентября, поэтому не отдал никаких приказов и никак не подготовился к началу. Он написал Халлеку, что густой туман мешает выявить позиции противника. Когда туман рассеялся, Макклеллан заметил, что армия противника немного изменила позицию, и под этим предлогом отложил сражение. Он собирался атаковать левый фланг Северовирджинской армии, но не знал, где стоит этот фланг и какова местность на этом участке. Кавалерийская дивизия Плезонтона находилась в боевой готовности, но почему-то не была использована для разведки. Сам Плезонтон писал, что кавалерия занималась разведкой но, по замечанию Эзры Кармана, если так и было, то мы ничего об этом не знаем. В 14:00 Макклеллан приказал корпусу Хукера (дивизиям Мида, Рикеттса и Даблдея) перейти Энтитем и атаковать левый фланг противника, хотя никто не мог точно сказать, где этот фланг находится. Только в 16:00 корпус начал выдвижение с дивизией Мида в авангарде. Хукер ехал впереди, а Макклеллан со штабом вскоре нагнал его. Помимо прочего Хукер заметил, что его маленький корпус, численностью около 12 000 человек, отправили за реку, чтобы атаковать всю вражескую армию, и если его не усилить, «то его просто сожрут».
Ли узнал о наступлении, когда находился в своём штабе в доме Джейкоба Гроува. Он сразу приказал дивизии Худа выдвинуться на левый фланг, а Джексону развернуть свои силы ещё левее. Стрелковая цепь Худа первой встретила наступающего противника и произошла небольшая перестрелка. Потери с обеих сторон были невелики. Пока шла перестрелка, Джексон развернул слева четыре бригады: Уиндера и Джонса в первой линии, а Тальяферро и Старка во второй. Однако вскоре стемнело и Хукер остановил наступление, так и не выяснив расположение фланга противника. Вместе с тем, его выдвижение полностью выдало генералу Ли замыслы Макклеллана. Ли сразу перевёл бригаду Рипли ближе к левому флангу. В это время Худ попросил сменить его голодных людей, и Ли перенаправил его к Джексону, который согласился отправить на замену бригады Лоутона и Тримбла. Было 10 часов вечера, когда худ отступил в тыл, обещая вернуться по первому требованию.

### Сражение при Энтитеме

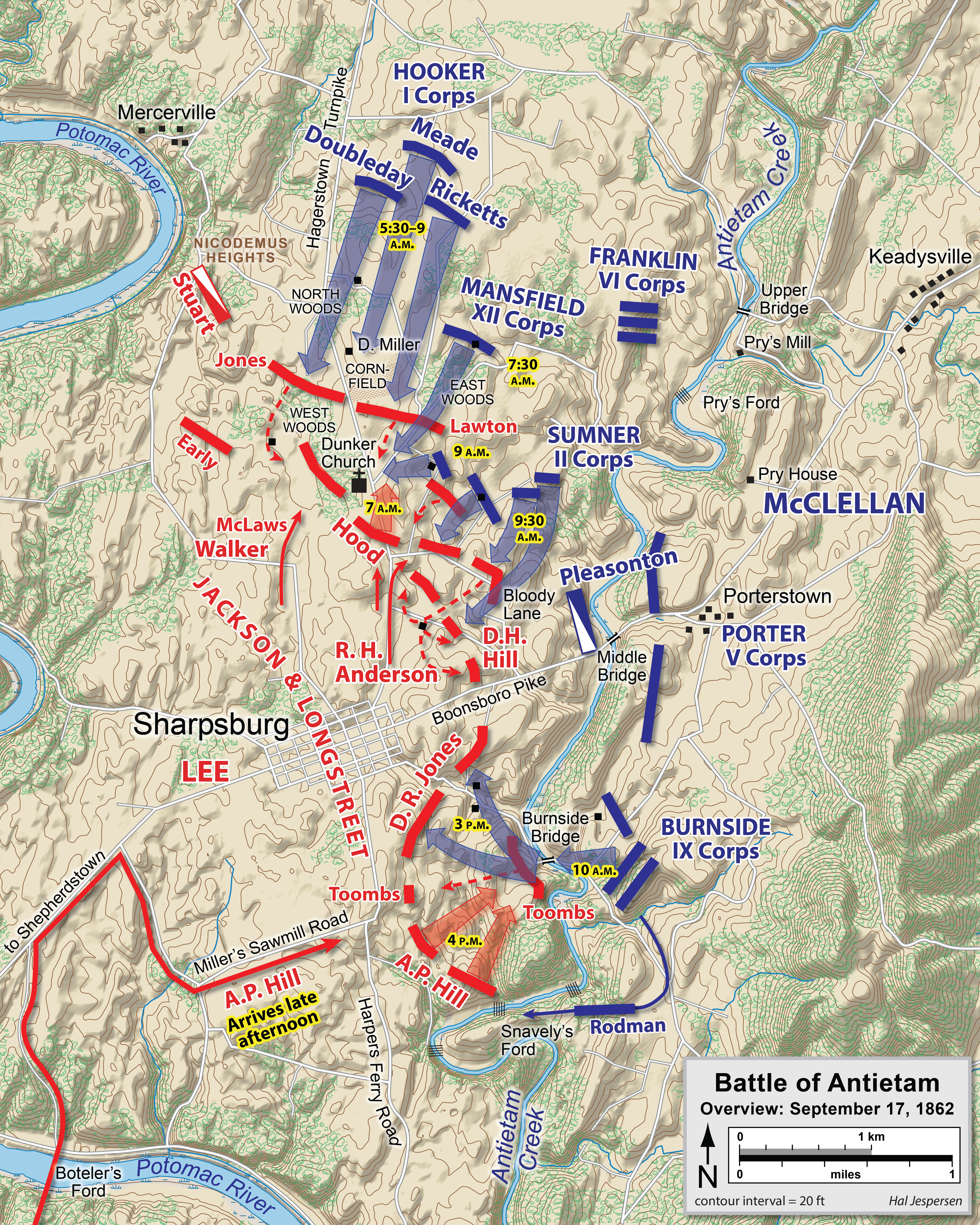
Сражение при Энтитеме, 17 сентября 1862 года

На рассвете 17 сентября федеральная артиллерия начала бомбардировку, а затем Джозеф Хукер повёл свой I корпус в наступление на левый фланг противника. На его пути стоял корпус Джексона: дивизии Джонса и Лоутона. У Джексона не было резерва кроме двух бригад Худа, и он не возвёл никаких укреплений. Естественных укрытий на его позиции тоже не было. Атака Хукера была ошеломляющей, писал Фриман. Южане несли тяжёлые потери: был тяжело ранен Лоутон, полковник Марселлус Дуглас, генерал Джонс и генерал Старк. Никогда ещё в сражениях Северовирджинской армии не выбывало из строя сразу так много офицеров. Фронт был почти прорван, когда федералов контратаковали бригады Худа общей численностью около 2 000 человек. Одновременно Эрли атаковал правый фланг федералов, а части Д. Хилла левый. Наступление Хукера было остановлено, но на смену ему пришёл корпус Мансфилда. Его наступление тоже удалось остановить, но вслед за ним начал наступать корпус Самнера. В это время на поле боя пришла дивизия Маклоуза и была сразу брошена в бой. Самнер отступил, на участке боя наступило затишье.
Предполагая, что последует атака центра, генерал Ли лично посетил позицию и объяснил войскам, что центр надо удерживать любой ценой. Вскоре последовала атака: позиции Д. Хилла были атакованы левым крылом корпуса Самнера. Атака была легко отбита, а на помощь Хиллу пришла дивизия Андерсона. Но Андерсон почти сразу был ранен, его сменил Роджер Прайор, который сразу потерял управление дивизией, и она рассыпалась на отдельные подразделения. Позиция была атакована федеральной дивизией Ричардсона, которая сумела отбросить Хилла, но не решилась развивать успех. Около 14:00 бой на этом участке затих. На помощь Самнеру пришёл корпус Франклина, но Самнер решил не вводить его в бой, и Макклеллан одобрил это решение.
В ходе всего сражения Ли перебрасывал бригады с правого фланга на левый и в итоге к концу дня на правом фланге осталась лишь дивизия Д. Р. Джонса, которая насчитывала около 2000 человек. В 10:00 началось наступление IX корпуса. Бригада Тумбса до 15:00 сдерживала противника у Рорбахского моста, а затем отступила на высоты к Шарпсбергу. Федералы начали наступать на Шарпсберг, отбросили бригады Кемпера и Дрейтона, и к 16:00 бой на этом участке был почти проигран южанами. Северянам осталось пройти 1200 метров, чтобы отрезать Ли пути отступления за Потомак. В это время в штаб Ли прибыл Э. П. Хилл. Следом шла его дивизия: бригада Грегга и за ней бригада Арчера. Эти части атаковали противника во фланг и отбросили их назад к реке.
Бой длился 12 часов и Ли задействовал все свои подразделения, кроме бригады Томаса. Тяжёлые потери понесли все его дивизии, кроме дивизии Андерсона. Ли принял решение остаться на позиции, и только вечером 18 сентября начал отход за Потомак. На рассвете 19 сентября последнее подразделение дивизии Юэлла перешло Потомак.

### Отступление Ли за Потомак
Генерал Макклеллан предполагал возобновить сражение 18 сентября. Вечером 17-го он с генералом Франклином (командиром VI корпуса) посетил правый фланг армии, и Франклин предложил поднять артиллерию на высоты Никодемус-Хайс, обстрелять оттуда позиции противника (дивизии Джексона) в лесу Вествуд, и затем под их прикрытием начать наступление. Макклеллан одобрил этот план, но ночью отменил атаку. Он решил дождаться подхода подкреплений в 14 000 человек (под командованием Рейнольдса) из Пенсильвании. После ночного обдумывания ситуации Макклеллан решил, что армия сильно истощена сражением и предыдущими маршами, её обозы далеко и потребуется время, чтобы накормить людей, а многие подразделения понесли тяжёлые потери; например, в корпусе Хукера осталось всего 6 729 человек. Утром 18 сентября Бернсайд запросил подкреплений, из чего следовало, что и он не готов к решительному наступлению.
В итоге 18 сентября Потомакская армия потратила на то, чтобы пополнить боеприпасы, раздать продовольствие, вывезти раненых и подготовиться к сражению. Подошли дивизии Кауча и Хэмфриса, но пенсильванцы Рейнольдса отказались идти дальше Хагерстауна. В итоге к полудню 18-го в распоряжении Макклеллана имелось 78 000 человек, из которых 35 000 ещё не вводились в бой. Было решено возобновить наступление 19 сентября, но в ночь на 19-е южане ушли за Потомак.
Полковник Аллен писал, что ни одно из решений Макклеллана в тут кампанию не подвергалось такой критике, как эта отмена наступления 18 сентября, и ни одна критика не была настолько же несправедливой. Решение Макклеллана было одобрено его подчинёнными и вполне сочеталось с уверенностью Ли в том, что он отобьёт такую атаку. Только корпуса Портера и Франклина были готовы к наступлению, в то время как Северовирджинская армия была полностью сконцентрирована. Аллен считал, что Макклеллан принял правильное решение.

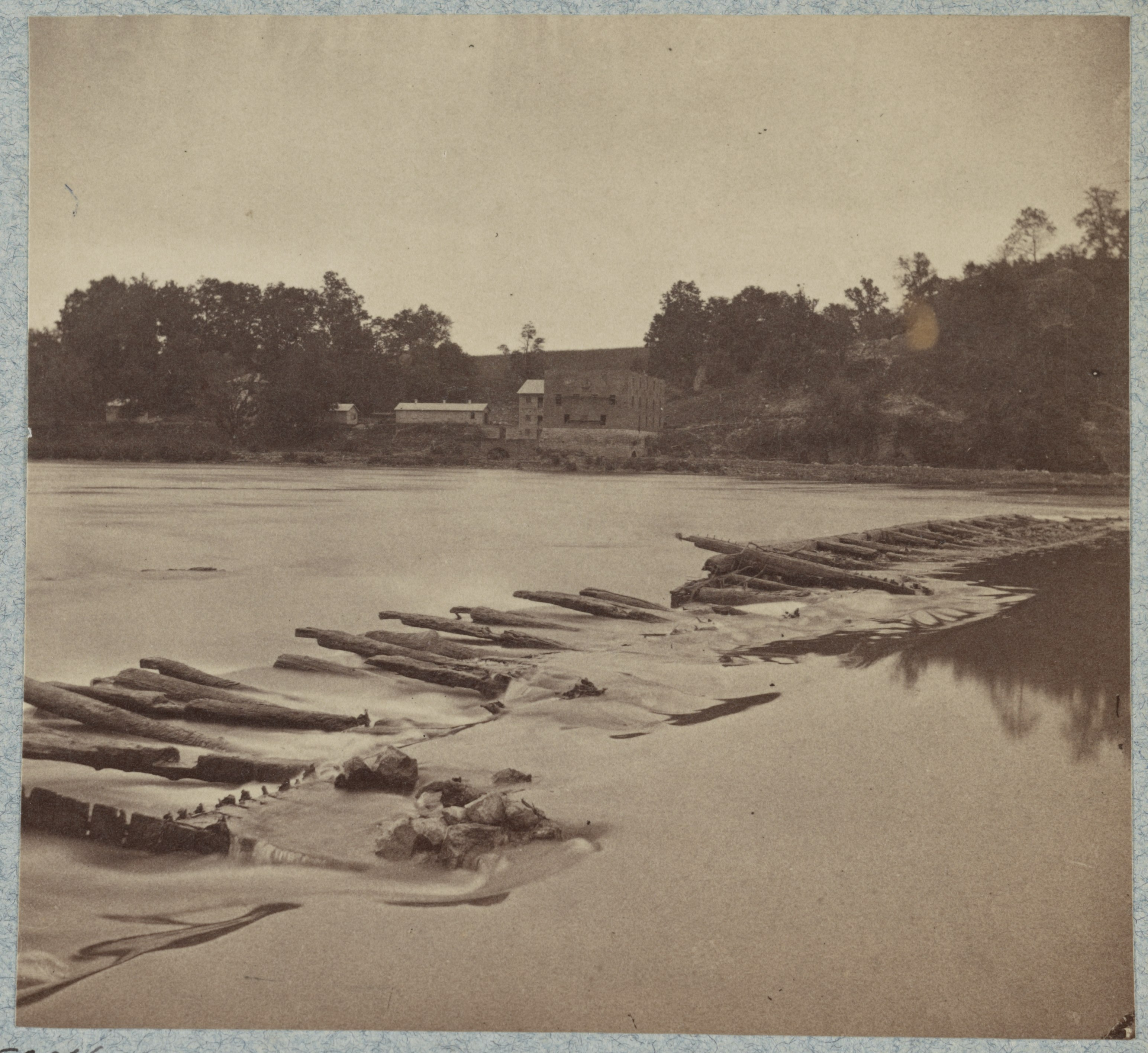
Переправа Ботелерс-Форд, по которой армия Ли отступала за Потомак. Фото 1860-х годов.

Генерал Ли собрал генералов на совет через час или два после наступления темноты. Все генералы высказались за отступление до рассвета: Лонгстрит сказал, что его корпус сократился до стрелковой цепи и едва держит позицию, Джексон доложил о тяжёлых потерях в офицерском составе и тоже предложил отступить, а генерал Худ сообщил, что его дивизии вообще больше не существует. Ли подумал некоторое время, и затем сказал, что отступления не будет. Он предложил вернуть в строй всех дезертиров и готовиться к атакам федералов, если таковые последуют.
Ещё днём 17 сентября Ли предложил Джексону контратаковать правый фланг федералов, но Джексон обнаружил, что позиции противника очень сильны и наступление на этом участке невозможно. Утром 18 сентября Ли предложил снова Джексону взять 50 орудий и атаковать противника, но тот снова отказался. Тогда к Джексону прислали полковника Стивена Ли, который изучил позицию и признал, что атака имеющимися силами невозможна. Стивен Ли передал свои соображения генералу Ли, и он потом вспоминал, что при его словах тень легла на лицо генерала. Он был вынужден согласиться с мнением своего самого компетентного артиллериста. В тот же день к армии присоединился отряд в 6 000 человек из Харперс-Ферри, что компенсировало половину потерь, но численность армии всё рано не превышала 35 000 человек. У Ли не осталось резервов, а федералы получали подкрепления, и в итоге Ли принял решение об отступлении.
Между 14:00 и 15:00 обозам было приказано начать отход за Потомак. После наступления темноты начали отходить дивизии Лонгстрита и завершили отход к двум часам ночи. За ним ушли дивизии Джексона. Последним пехотным подразделением, покинувшим Мэриленд была бригада Грегга. За ней Мэриленд покинула кавалерийская бригада Фицхью Ли. 19 сентября к 10:00 все армия ушла за Потомак, оставив только некоторых тяжело раненых. Кавалерия Плезонтона, узнав об отходе противника, начала преследование и успела взять в плен 167 человек, захватить одно орудие и одно знамя.

### Сражение при Шепардстауне
Артиллерийский резерв Северовирджинской армии под командованием Уильяма Пендлтона не успел принять активного участия в Мэрилендской кампании. Резерв присоединился к армии 30 сентября у Манассаса, но прибыл к Фредерику только 7 сентября. 14 сентября артиллерия Пендлтона не участвовала в сражении у Южной горы, а в ночь на 15 сентября Ли приказал Пендлтону вернуться на вирджинскую сторону Потомака и прикрыть переправы. Пендлтон отправился к Уильямспорту, и по пути едва не столкнулся с федеральной кавалерией, прорвавшейся из Харперс-Ферри.
19 сентября, когда Северовирджинская армия отступила от Шарпсберга за Потомак, Ли приказал Пендлтону прикрыть артиллерией переправу Ботелерс-Форд. Как только орудия заняли позиции, на противоположном берегу реки показались федеральные войска (части V корпуса генерала Портера). Федеральная артиллерия открыла огонь, и генерал Ли принял решение отвести армию немного к югу, чтобы вывести её из зоны поражения. Пендлтону было выделено пехотное прикрытие: пехотные бригады Льюиса Армистеда и Александра Лоутона. Пендлтон не знал, что в обеих бригадах числится всего 600 человек. Только после начала перестрелки Пендлтон осознал, что силами 600 человек он должен противостоять целому корпусу, поэтому срочно приказал отводить орудия и отправился в тыл на поиски подкреплений. В неразберихе он решил, что весь артиллерийский резерв потерян, о чём и сообщил генералу Ли. Ли не отреагировал на это сообщение, но Джексон отправил к переправе дивизию Эмброуза Хилла. Утром 20 сентября Лёгкая дивизия выдвинулась к Потомаку и атаковала федеральные части силами бригад Пендера и Арчера. Федеральные силы на вирджинском берегу были невелики и не понесли серьёзные потерь. Пострадал в основном 118-й Пенсильванский пехотный полк.
Пендлтон подвергся жёсткой критике в армии и в печати. Генерал Ли в своём рапорте не стал его осуждать и ограничился двумя краткими фразами.

## Последствия
Северовирджинская армия после завершения кампании сохранила высокий боевой дух, но сильно сократилась численно, в основном из-за дезертиров. 21 сентября Ли писал, что боеспособность армии сильно страдает и-за дезертирства, и это стало одной из основных причин его отступления за Потомак. 25 сентября Ли писал, что, отступая из Мэриленда, он надеялся перейти Потомак обратно в Уильямспорте и начать наступление на Хагерстаун, но состояние армии заставило его отказаться от этих планов. Он был готов наступать даже малыми силами, но решил, что это слишком опасно, а последствия неудачи могут быть слишком серьёзны. Он приложил усилия к тому, чтобы вернуть дезертиров и добрать рекрутов, и в итоге 22 сентября численность армии была 36 187 человек, а 1 октября уже 55 843 человека. К 20 октября она достигла численности 68 000 человек. Тем не менее даже восстановив численность армии, Ли предпочёл дожидаться наступления Макклеллана. Чтобы узнать что-нибудь о расположении армии противника, он 9 октября отправил кавалерию Стюарта на разведку, что вылилось во второй рейд Стюарта вокруг Макклеллана.
По словам Дугласа Фримана, успехи в Северовирджинской и Мэрилендской кампаниях были достигнуты потому, что группами дивизий командовали Джексон и Лонгстрит, а они оказались в этом положении только из-за того, что были старшими по званию генерал-майорами. Чтобы усовершенствовать структуру армии, Ли давно предлагал законодательно ввести звание генерал-лейтенанта и разрешить группировать корпуса. Сенат Конфедерации согласился на это 18 сентября, а уже через 10 дней новый закон вступил в силу и президент запросил у Ли кандидатуры для новых званий. Ли предложил Джексона и Лонгстрита. О Джексоне он написал, что изменил своё мнение о нём в лучшую сторону в ходе кампании («в ходе этой экспедиции»).
На Севере Энтитемское сражение вызвало эйфорию и рост популярности Республиканской партии, но эта эйфория продержалась всего несколько недель. Потомакская армия не развивала успех и не переходила Потомак. 1—4 октября Линкольн лично посетил армию и напомнил Макклеллану о необходимости быстрого наступления. Вернувшись в столицу, он отправил Макклеллану официальный приказ наступать, но ничего не произошло. Только 26 октября армия начала переправу через Потомак, потратив на это шесть дней. Ещё семь дней потребовалось ей, чтобы достичь Уоррентона. Линкольн надеялся, что Макклеллан успеет отрезать армию противника от Ричмонда, но тот не успел. 5 ноября Макклеллан был отстранён от командования. 7 ноября новым командующим был назначен Эмброуз Бернсайд.

### Потери
В своём рапорте Макклеллан предположил, что армия противника потеряла 30 000 человек. Он писал, что федеральная армия не потеряла ни одного орудия и ни одного знамени, при этом захватила 13 орудий и 39 знамён.
Дуглас Фриман считает отход за Потомак концом кампании и оценивает федеральные потери в 27 767 человек, из которых примерно половина приходится на гарнизон Харперс-Ферри.
Эзра Карман приводит статистику федеральных потерь по сражениям:
| Дата        | Сражение            | Убито | Ранено | Пропало | Всего |
| ----------- | ------------------- | ----- | ------ | ------- | ----- |
| 5 сент.     | Пулсвилл            | -     | 8      | 31      | 39    |
| 8 сент.     | Пулсвилл и Монокаси | 1     | 12     | -       | 13    |
| 10-11 сент. | Шугалоаф            | 1     | 4      |         | 5     |
| 12 сент.    | Фредерик            | 2     | 1      | 12      | 15    |
| 13 сент.    | Катоктин и Мидлтаун | 5     | 22     | 5       | 32    |
| 14 сент.    | Ущелье Крэмптона    | 113   | 418    | 2       | 533   |
| 14 сент.    | Ущелье Тёрнера      | 325   | 1403   | 85      | 1813  |
| 15 сент.    | Бунсборо            | 1     | 15     | 3       | 19    |
| 17 сент.    | Энтитем             | 2108  | 9549   | 753     | 12410 |
| 19-20 сент. | Шефердстаун         | 71    | 161    | 131     | 363   |
|             | ВСЕГО:              | 2627  | 11593  | 1022    | 15242 |
| 11-15 сент. | Харперс-Ферри       | 44    | 173    | 12520   | 12737 |
|             | ВСЕГО               | 2671  | 11766  | 13542   | 27979 |

Эти же цифры приводит историк Томас Клеменс в статье в вирджинской энциклопедии.
Статистика Кармана (которая так же соответствует цифрам в вирджинской энциклопедии) по потерям армии Юга выглядит следующим образом:
| Дата        | Сражение                            | Убито | Ранено | Пропало | Всего |
| ----------- | ----------------------------------- | ----- | ------ | ------- | ----- |
| 5 сент.     | Пулсвилл                            | 3     | 4      | -       | 7     |
| 7 сент.     | Пулсвилл                            | -     | -      | 2       | 2     |
| 8 сент.     | Монокаси                            | 1     | 10     | 4       | 15    |
| 9 сент.     | Барнсвилл                           | -     | -      | 27      | 27    |
| 9 сент.     | Виадук                              | 1     | -      | 2       | 3     |
| 11-15 сент. | Мэрилендские высоты и Харперс-Ферри | 41    | 247    | -       | 288   |
| 12 сент.    | Мост через Монокаси                 | 2     | -      | -       | 2     |
| 12 сент.    | Фредерик                            | 2     | 3      | -       | 5     |
| 13 сент.    | Фэирвью                             | -     | 8      | 3       | 11    |
| 13 сент.    | Бёркиттсвилл                        | 4     | 9      | -       | 13    |
| 14 сент.    | Крэмптонс-Гэп                       | 70    | 289    | 603     | 962   |
| 14 сент.    | Ущелье Тёрнера                      | 248   | 1013   | 662     | 1923  |
| 16 сент.    | Бунсборо                            | 28    | 20     | 15      | 63    |
| 13 сент.    | Энтитем                             | 1546  | 7752   | 1018    | 10316 |
| 13 сент.    | Шефердстаун                         | 33    | 252    | -       | 385   |
|             | ВСЕГО:                              | 1979  | 9607   | 2336    | 13922 |

Но Северовирджинская армия также несла потери из-за дезертирства. Макклеллан писал, что захватил 6 000 пленных в ходе кампании. В это количество входят 2336 человек, приведённых в таблице, плюс 750 или 1000 тяжелораненых, которых не смогли эвакуировать, а остальные 2700 или 2900 были захваченными в плен дезертирами. Если прибавить их к статистике в таблице, то получится 16 000. Однако, по словам генерала Лонгстрита, их было даже больше. Армия вошла в Мэриленд, имея, по его словам, 57 000 человек, тогда как перед сражением при Энтитеме насчитывала всего 37 000. Таким образом, 20 000 было потеряно от начала кампании до сражения при Энтитеме. В этом случае армия потеряла 33 922 человека, хотя не все потери были безвозвратными: примерно 17 000 человек вернулось в армию после завершения кампании.

### Прокламация Линкольна
Президент Авраам Линкольн вспоминал, что летом 1862 года дела шли всё хуже и хуже, и наконец стало ясно, что надо использовать свою последнюю карту, полностью сменить тактику или проиграть всё. Он решился пойти на эмансипацию рабов и лично, не уведомляя Кабинет и не советуясь с ним, составил черновик «Прокламации об освобождении рабов». В конце июля он созвал членов кабинета и зачитал им текст. Кабинет в целом одобрил прокламацию, но министр Сьюард предложил отложить её публикацию и обнародовать не сейчас, после военных неудач, а позже, после какого-нибудь явного успеха. Линкольн счёл позицию Сьюарда верной и отложил публикацию. Время от времени он редактировал текст, а сам в это время с нетерпением ждал перемен в ходе войны. Вскоре последовал разгром Поупа при втором Булл-Ране, но через две недели пришло известие о сражении при Энтитеме и отступлении Ли за Потомак. Линкольн решил не упускать момента и опубликовать прокламацию немедленно. Он составил окончательный текст документа, зачитал его Кабинету, и 22 сентября 1862 года прокламация была опубликована.
Многие историки (Стивен Сирс, Джеймс Макферсон и др.) считали прокламацию Линкольна революцией или, по крайней мере, «революционным событием», изменившим ход войны, которая из войны за экономические и политические интересы превратилась в войну за отмену рабства. По словам Макферсона, она превратилась из войны за восстановление Союза в войну за разрушение «старого Союза» и создание нового. В этом смысле историки называли Мэрилендскую кампанию и сражение при Энтитеме основными переломными событиями всей Гражданской войны.
Прокламация вызвала такое сильное недовольство в рядах Потомакской армии, что Макклеллан издал специальный приказ, в котором напомнил военным о необходимости подчиняться гражданским властям и не вмешиваться в политику.

### Международная реакция
Успехи Юга в Северовирджинской кампании и вторжение в Мэриленд могли стать достаточным основанием для признания Конфедерации и европейского вмешательства в войну, но в Европе не было единства по этому вопросу. За вмешательство выступали Наполеон III и члены кабинета Пальмерстона, а Пруссия и Россия были против. Линкольн надеялся, что известия об отступлении Ли и издании Прокламации дадут моментальный эффект, но этого не произошло. Историк дипломатии Ховард Джонс полагал, что события кампании в реальности только приблизили вероятность интервенции. Прокламацию же Линкольна многие восприняли как орудие расовой войны.
Однако настроения в Европе всё же изменились. Лондонская Times назвала кампанию «неудачной» и сообщала, что южане были остановлены в тот момент, когда были наиболее уверены в успехе. Американский посол Чарльз Адамс писал, что сражения у Южной горы и Энтитеме восстановили сильно пошатнувшееся доверие к Союзу. Он полагал, что теперь разговоров об интервенции будет всё меньше и меньше.
Пальмерстон, который был готов согласиться с необходимостью интервенции, теперь изменил мнение, но Рассел, Гладстон, Наполеон III и Леопольд Бельгийский оставались при своём. Франция предлагала Англии ввести перемирие на 6 месяцев, а России — принять участие в процессе, но Россия уклонилась. В британском кабинете министров противником интервенции был Джордж Льюис; кабинет обсуждал вопрос два дня и 12 ноября принял решение не вмешиваться в конфликт. Пальмерстон объяснил Леопольду, что ещё несколько месяцев назад события складывались явно в пользу Конфедерации, но теперь ход войны изменился и благоприятный случай упущен.